# Großglockner
Muntele Grossglockner (în germană Großglockner, pronunție în germană [ˈɡʁoːsˌɡlɔknɐ] ⓘ), numit și Glockner, este un munte din Austria, Europa Centrală, parte a lanțului montan Hohe Tauern, la granița dintre landurile Carintia și Tirol. Vârful muntelui Grossglockner (3.798 m) reprezintă punctul de maximă altitudine din Austria și din Alpii Orientali Centrali. Caracteristica vârfului este forma lui piramidală, cu două piscuri, Grossglockner („Marele Glockner” - 3.798 m) și Kleinglockner („Micul Glockner” - 3.770 m), separate prin colul Glocknerscharte. Pe versantul estic al muntelui Grossglockner se găsește Pasterze, cel mai întins ghețar din Austria.
De la primele explorări care au avut loc spre sfârșitul secolului al XVIII-lea și prima ascensiune a unui grup de patru alpiniști condus de prințul-episcop Salm-Reifferscheidt-Krautheim în 1800, muntele Grossglockner a jucat un rol important în dezvoltarea alpinismului. În prezent este un obiectiv de mare importanță pentru turismul din regiune și este o destinație populară pentru alpiniști, cu peste 5.000 de ascensiuni pe an. Priveliștea muntelui, unul dintre cele mai renumite repere din Austria, este principala atracție a Drumului Alpin Großglockner (Großglockner-Hochalpenstraße).

## Denumire

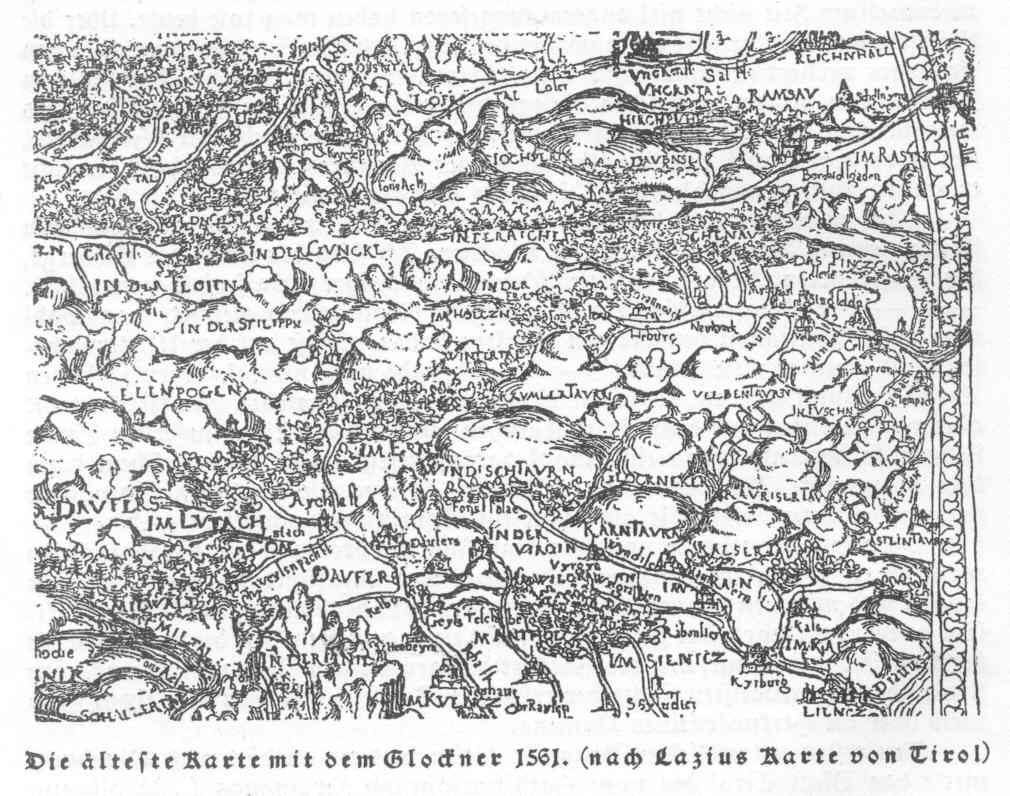
Prima mențiune a numelui Glockner (Glocknerer), pe harta realizată de Wolfgang Lazius (1561)

În 1561, numele „Glocknerer” a fost menționat pentru prima dată pe o hartă de către cartograful vienez Wolfgang Lazius. Termenul „Glogger” provine dintr-o descriere a hotarului curții din Kals (în prezent comuna Kals am Großglockner din districtul Lienz) din 1583, reprezentând prima mențiune documentară a numelui muntelui. Până în secolul al XVIII-lea, acest nume a fost folosit pentru a descrie întregul lanț montan Glockner, până la vârful Eiskögele.
Denumiri precum „Glöckner Mons” și „Glöckelberg” apar în hărțile ulterioare. În Atlas Tyrolensis de Peter Anich și Blasius Hueber este menționat ca „Muntele Glockner” („Glockner Berg”), nume care s-a păstrat în timp. Prefixul „Groß-” poate fi găsit în rapoartele primei expediții pe acest munte, din 1799 („Gross-Glokner”).
Există o serie de ipoteze etimologice, în principal populare, referitoare la originea numelui Glockner. Numele este adesea asociat formei sale de clopot, ipoteză care a fost prezentată încă din 1784 de către Belsazar Hacquet. O altă ipoteză consideră că numele derivă de la pelerinele închise folosite în secolul al XV-lea și numite Glocken („clopot”), a căror formă era, de asemenea, similară cu cea a muntelui Grossglockner. A fost luată în considerare și o derivație din cuvântul dialectal „klocken” (tunet, zgomot puternic), cu referire la sunetele produse de căderile de gheață și bolovani de pe versanții muntelui:99, 112–113:18. Datorită prezenței slavilor alpini în Tirolul de Est și Carintia Superioară timp de câteva sute de ani, o versiune germanizată a cuvântului „klek” din slovena veche, o denumire comună a vârfurilor ascuțite, este de asemenea considerată posibilă. Numărul mare al numelor de origine slavă care desemnează locuri, râuri și munți din Carintia fac această teorie plauzibilă. Numele actual al muntelui în limba slovenă este „Veliki Klek”:118, 147–148.

## Geografie

### Locație și împrejurimi

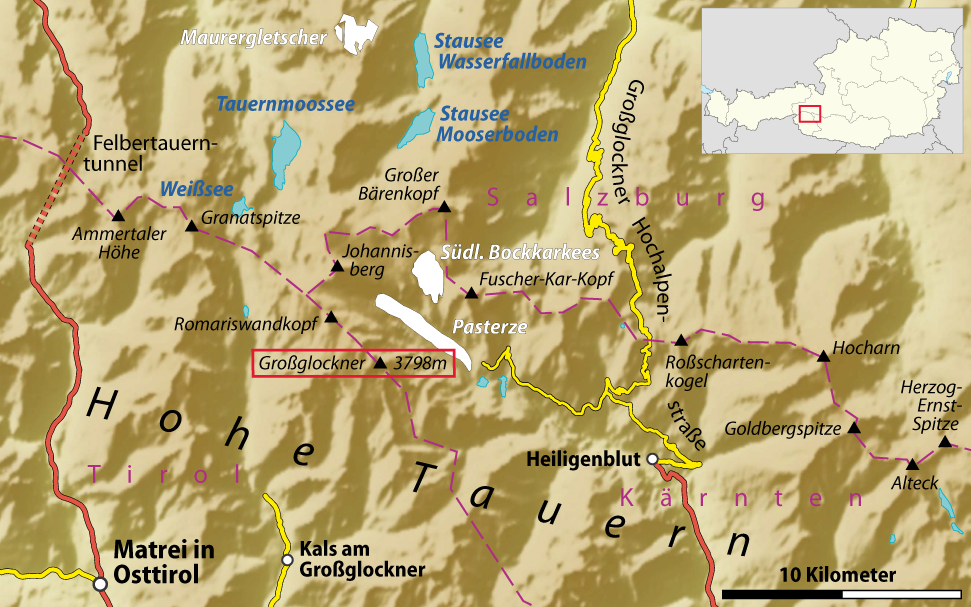
Vârful Grossglockner și împrejurimile

Grossglockner face parte din creasta Glocknerkamm a lanțului montan Glockner (Alpii Orientali Centrali), care se ramifică din lanțul principal al Alpilor la Eiskögele, îndreptându-se spre sud-est și formând granița dintre comuna Kals am Großglockner din Tirolul de Est, la aproximativ 8 km în sud-vest la 1.324 m și Heiligenblut am Großglockner din Carintia, la aproximativ 12 km în nord-est la 1.291 m. Această graniță reprezintă, de asemenea, linia de separație între bazinele hidrografice ale văii Kalser, cu văile sale laterale Teischnitz și Ködnitz din Tirolul de Est și văii Mölltal, cu ghețarul Pasterze din Carintia:37. Zona din jurul muntelui face parte, începând cu anul 1986, din „Zona de protecție specială Grossglockner-Pasterze” din Parcul Național Hohe Tauern.
Grossglockner este cel mai înalt munte din Alpi la est de grupul Alpii Ortler, care se află la 175 km distanță și are a doua proeminență topografică (2.428 m) dintre toți munții din Alpi, după Mont Blanc, ceea ce face ca vârful să fie unul dintre cele mai independente (izolare topografică mare) din Alpi. Priveliștea de pe Grossglockner este considerată cea mai largă dintre toți munții din Alpii de Est, întinzându-se pe 220 de kilometri, sau aproape 240 de kilometri ținând cont de refracția atmosferică terestră. Priveliștea de peste 150.000 de kilometri pătrați de suprafață terestră este delimitată de Câmpia șvabo-bavariană (Donau-Iller-Lech-Platte) spre nord-vest, Regensburg și Munții Pădurea Boemiei spre nord, Ortler spre vest, Câmpia Padului spre sud, Triglav și lanțurile montane Totes Gebirge și Gesäuse spre est:260:53.

### Topografie

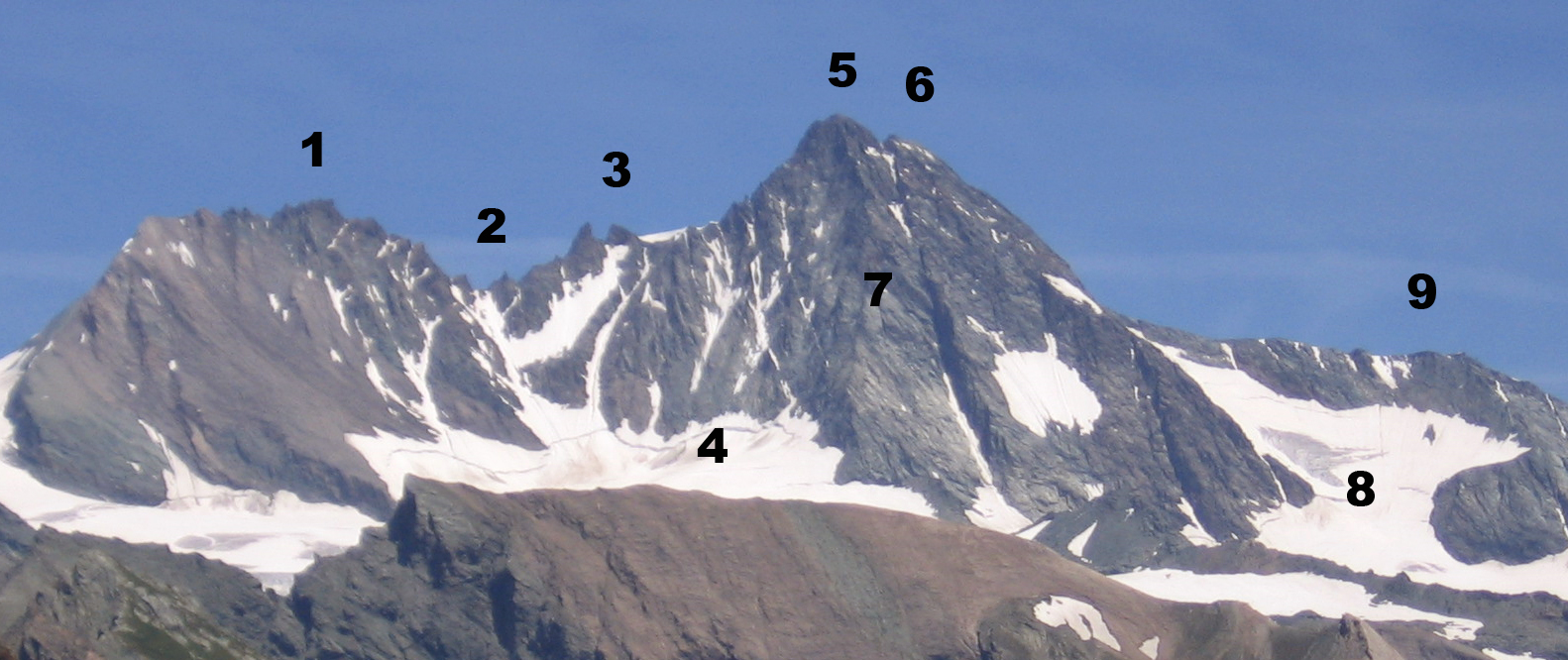
Muntele Grossglockner văzut dinspre sud-vest: 1. Glocknerwand, 2. Untere Glocknerscharte, 3. Teufelshorn (stânga) și Glocknerhorn (dreapta), 4. Teischnitzkees, 5. Grossglockner, 6. Kleinglockner, 7. Stüdlgrat, 8. Ködnitzkees, 9. Adlersruhe

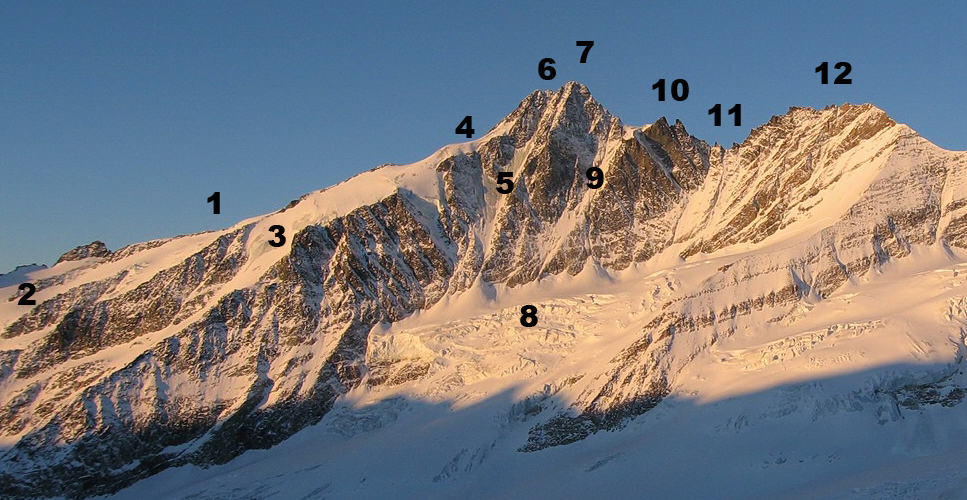
Muntele Grossglockner văzut dinspre nord-est: 1. Adlersruhe, 2. Hofmannskees, 3. Kleinglocknerkees, 4. Glocknerleitl, 5. Pallavicinirinne, 6. Kleinglockner, 7. Grossglockner, 8. Glocknerkees, 9. Berglerrinne, 10. Glocknerhorn (stânga) și Teufelshorn (dreapta), 11. Untere Glocknerscharte, 12. Glocknerwand

Grossglockner este un vârf stâncos de formă piramidală care este adesea comparat cu munții din Alpii Apuseni datorită aspectului său alpin înalt, glaciar. Împreună cu Kleinglockner (3.770 m), situat spre sud-est, formează un vârf dublu. În literatura de specialitate, Kleinglockner este tratat diferit, uneori fiind clasificat drept un vârf secundar al Grossglockner, iar alteori ca vârf principal independent. Din cauza proeminenței și izolării topografice reduse, în literatura științifică este considerat vârf secundar al Grossglockner, totuși, având în vedere importanța sa în istoria alpinismului și traseele separate de escaladare, este considerat vârf independent în publicațiile de alpinism.
Între cele două vârfuri se găsește Obere Glocknerscharte (3.756 m) cel mai înalt col din Austria, de la care un couloir, cu o înclinație de 55° și o diferență de nivel de 600 metri, coboară spre ghețarul Glocknerkees, numit Pallavicinirinne după alpinistul austriac Alfred von Pallavicini (1848–1886). Acesta se întinde spre nord-est, între versanții de nord-est și nord ai Grossglockner. Cei doi versanți sunt mărginiți de creasta de nord-vest, parte a crestei principale Glockner, care cuprinde vârfurile Grögerschneid (3.660 m), Glocknerhorn (3.680 m) și Teufelshorn (3.677 m), până la Untere Glocknerscharte (3.598 m), care face legătura cu Glocknerwand (3.721 m).
O creastă proeminentă, Stüdlgrat, numită după alpinistul praghez Johann Stüdl (1839–1925), pornește dinspre Grossglockner spre sud-vest. Împreună cu extensia sa, Luisengrat, separă versantul vestic și ghețarul Teischnitzkees de la poalele sale de versantul sudic și ghețarul Ködnitzkees. Un couloir cunoscut sub numele de Pillwaxrinne traversează versantul sudic sub Obere Glocknerscharte. Creasta estică a Kleinglockner, denumită Glocknerleitl, vizibil afectată de eroziunea glaciară, este continuată de crestele Kleinglocknerkees și Hofmannskees până la ghețarul Pasterze, cel mai mare din Austria.

## Geologie

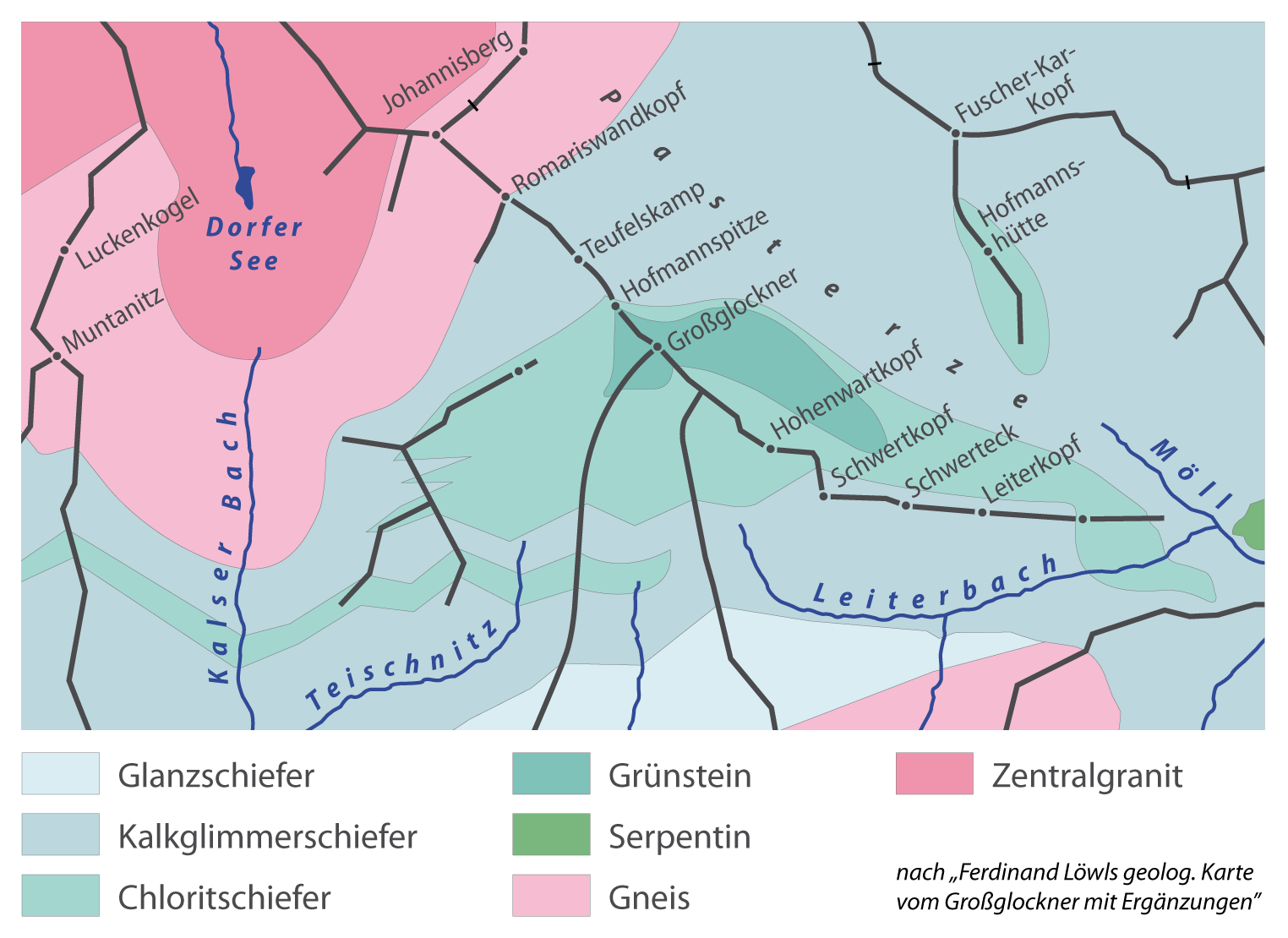
Harta geologică a Grossglockner și a împrejurimilor sale, după Ferdinand Löwl (1898)

Großglockner este situat în partea de mijloc a Tauernfenster, o zonă care se extinde vest-est și care s-a format în urma ridicării plăcilor tectonice, în interacțiune cu eroziunea glaciară. Rocile care sunt în prezent vizibile au ajuns în partea superioară a scoarței terestre de la o adâncime de peste 10 km și ulterior, din cauza eroziunii continue a munților, au format în cele din urmă lama deversantă Ostalpine (în engleză Austroalpine nappes).
Grossglockner conține roci magmatice și sedimentare, care au fost transformate sub presiunea mare de adâncime în blocurile de ardezie deosebit de dure din prezent. Înălțimea sa din prezent se datorează în principal rezistenței la intemperii a rocii de culoare verzuie denumită prasinit (piatră verde) care, încorporată în șistul clorit, formează vârful. Prasinitul este o rocă bazaltică transformată metamorfic sub fundul fostului ocean Pennine. Pe lângă prasinit, structura bazei Grossglockner conține serpentinit, brecie, cuarțit și filit:33:63.

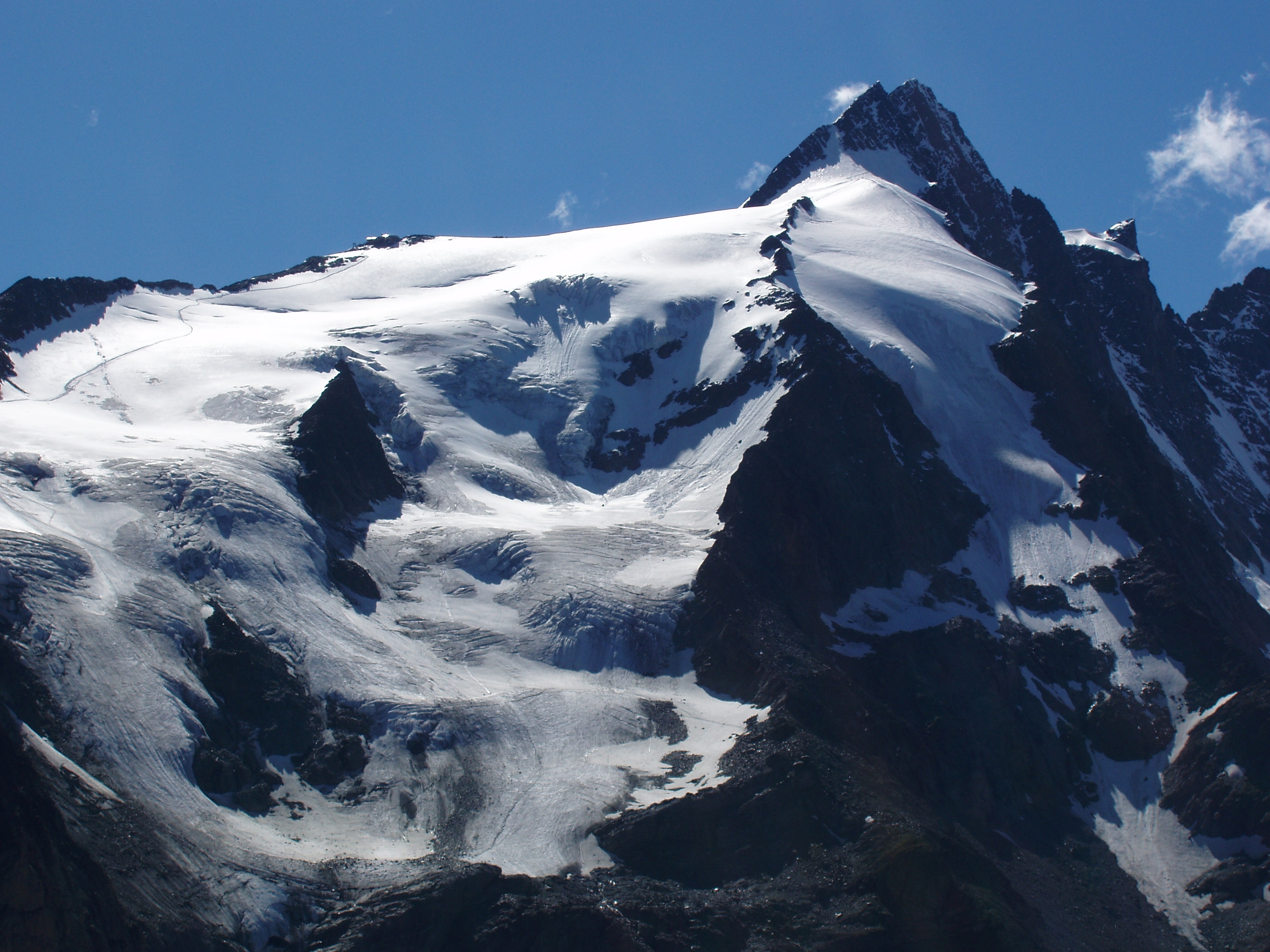
Vedere a masivului Glockner dinspre Kaiser-Franz-Josefs-Höhe

Zona Grossglockner este înconjurată de straturi groase de ardezie Graubünden, care ies pe flancul nordic al Glockner, pe Glocknerwand, Glocknerkamp și Hohenwartkopf și constau din șisturi de mică calcaroasă. În cursul orogenezei alpine, Obere Glocknerscharte, care separă Grosslockner de Kleinlockner, a fost creat de un plan geologic orientat dinspre nord-est spre sud-vest. Această perturbare structurală, adică o zonă liniară de straturi de roci care se întind pe suprafețe mari și care cuprinde o combinație de zone de încrețire și falii, se extinde de la Pallavicinirinne până la Obere Glocknerscharte și coboară prin Pillwaxrinne, paralel cu Stüdlgrat, spre Ködnitzkees.
Masa centrală de rocă s-a format din magmă solidificată sub formă de granit, granodiorit și tonalit, iar ulterior de gneis. Rocile subsolului cristalin sunt cele mai vechi roci ale munților Tauern. Seria Habach numită după Habachtal (valea Habach) formează stratul de șist inferior. Stratul de șist superior își are originea în bazinul de sedimentare al Oceanului Pennine. Acesta include calcarul și dolomita depuse la începutul erei mezozoice în Marea Tethys.

## Parcul Național Hohe Tauern

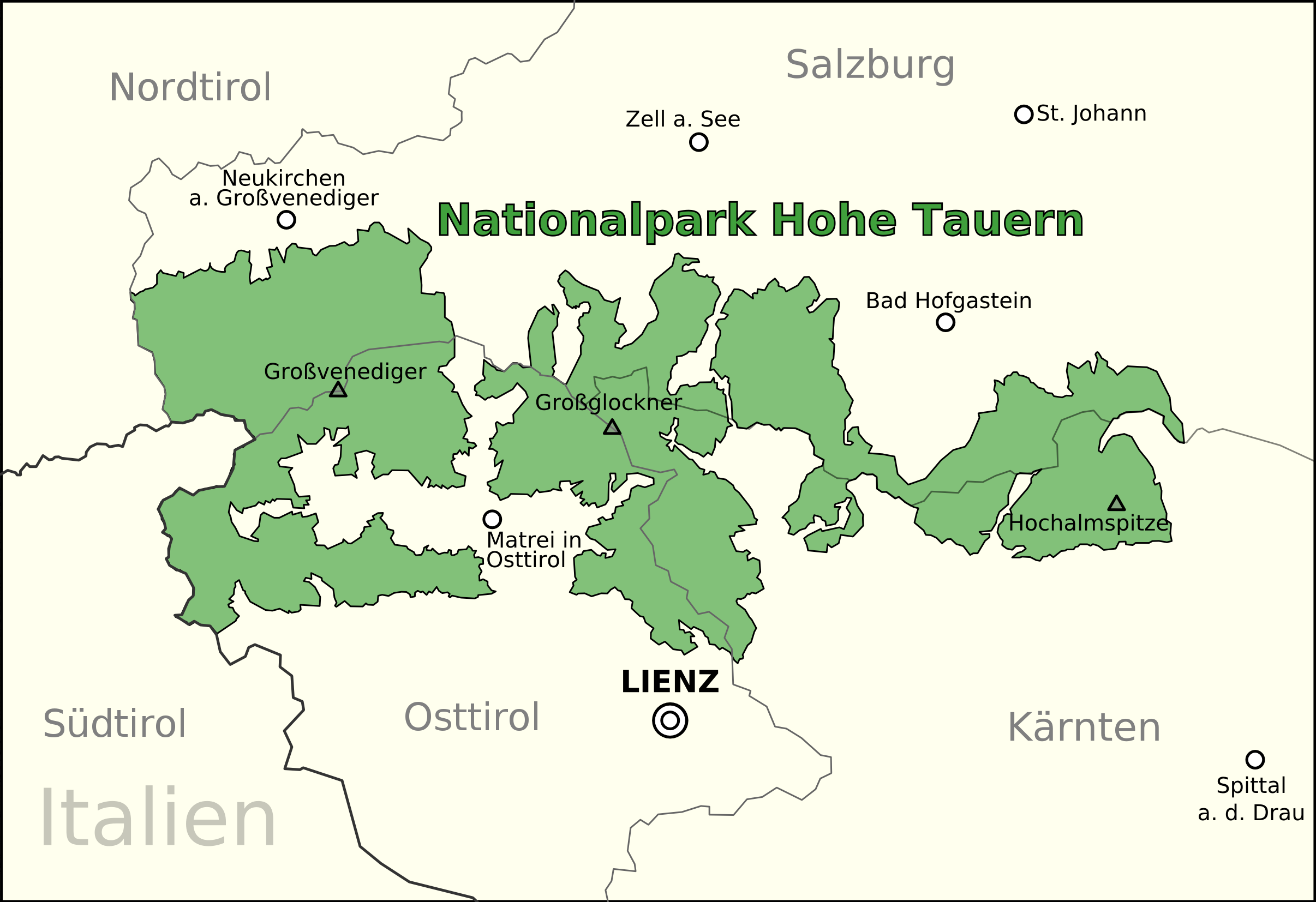
Parcul Național Hohe Tauern

Grosslockner face parte din Parcul Național Hohe Tauern, cel mai mare parc național din Alpi, cu o suprafață totală de 1.856 km2, din care 1.213 km2 reprezintă zona de protecție strictă.
Hohe Tauern (în italiană Alti Tauri) sunt un lanț montan de pe lanțul principal al Alpilor Orientali Centrali, cuprinzând cele mai înalte vârfuri la est de Pasul Brenner. Creasta formează granița de sud a landurilor austriece Salzburg, Carintia și Tirol, cu o mică parte în sud-vest aparținând provinciei italiene Tirolul de Sud. Munții Hohe Tauern includ cel mai înalt munte din Austria, Grossglockner (3.798 m). În est, se învecinează cu lanțul montan Niedere Tauern.
De-a lungul a 100 km din lanțul principal se întinde Parcul Național High Tauern (Nationalpark Hohe Tauern), pe teritoriul deținut de Clubul Alpin Austriac și trei landuri austriece, Carintia, Salzburg și Tirol. Cu o suprafață de aproximativ 1.856 km2, este de departe cel mai mare dintre cele șapte parcuri naționale din Austria, precum și cea mai mare rezervație naturală din Alpi. Este împărțit într-o zonă centrală de 1.213 km2 (care include masivele Grossglockner și Grossvenediger) și o zonă de protecție de 643 km2. Parcul este clasificat în categoria II IUCN și cuprinde numeroși ghețari precum Pasterze, cascadele Krimml (în germană Krimmler Wasserfälle), văi glaciare și conuri de dejecție, precum și zone extinse de tundră alpină și păduri.

## Flora și fauna
Flora din zona Grossglockner este alcătuită din specii de plante alpine și subalpine. Limita superioară a pădurii marchează tranziția dintre cele două zone și atinge o altitudine de 2.000 până la 2.200 de metri. Linia zăpezii se găsește la altitudini între 2.600 și 2.700 de metri și reprezintă limita zonei acoperită de vegetație. Cu toate acestea, anumite specii alpine, cum ar fi Ranunculus glacialis și diferiți licheni, pot fi găsite chiar sub vârf:40:64. 
Vegetația cuprinde păduri de zâmbru (Pinus cembra) și zada (Larix), hectare de arbuști pitici, pajiști montane, licheni, ciuperci și o mare varietate de floră alpină, aproximativ 3.500 de specii de plante, dintre care aproximativ 1.300 sunt ferigi și plante cu flori. Majoritatea acestor plante sunt protejate deoarece sunt foarte rare. Flora este reprezentată de floarea de colț (Leontopodium nivale), o specie de ranunculus (Ranunculus glacialis), mai multe specii de gențiană (Gentiana bavarica, Gentiana verna, Gentiana clusii, Gentiana acaulis), saxifraga (Saxifraga rudolphiana), trandafirul alpin (Rhodedendron ferrugineum), dintre care majoritatea se găsesc până la o altitudine de aproximativ 2.800 m.

Flora din zona Grossglockner
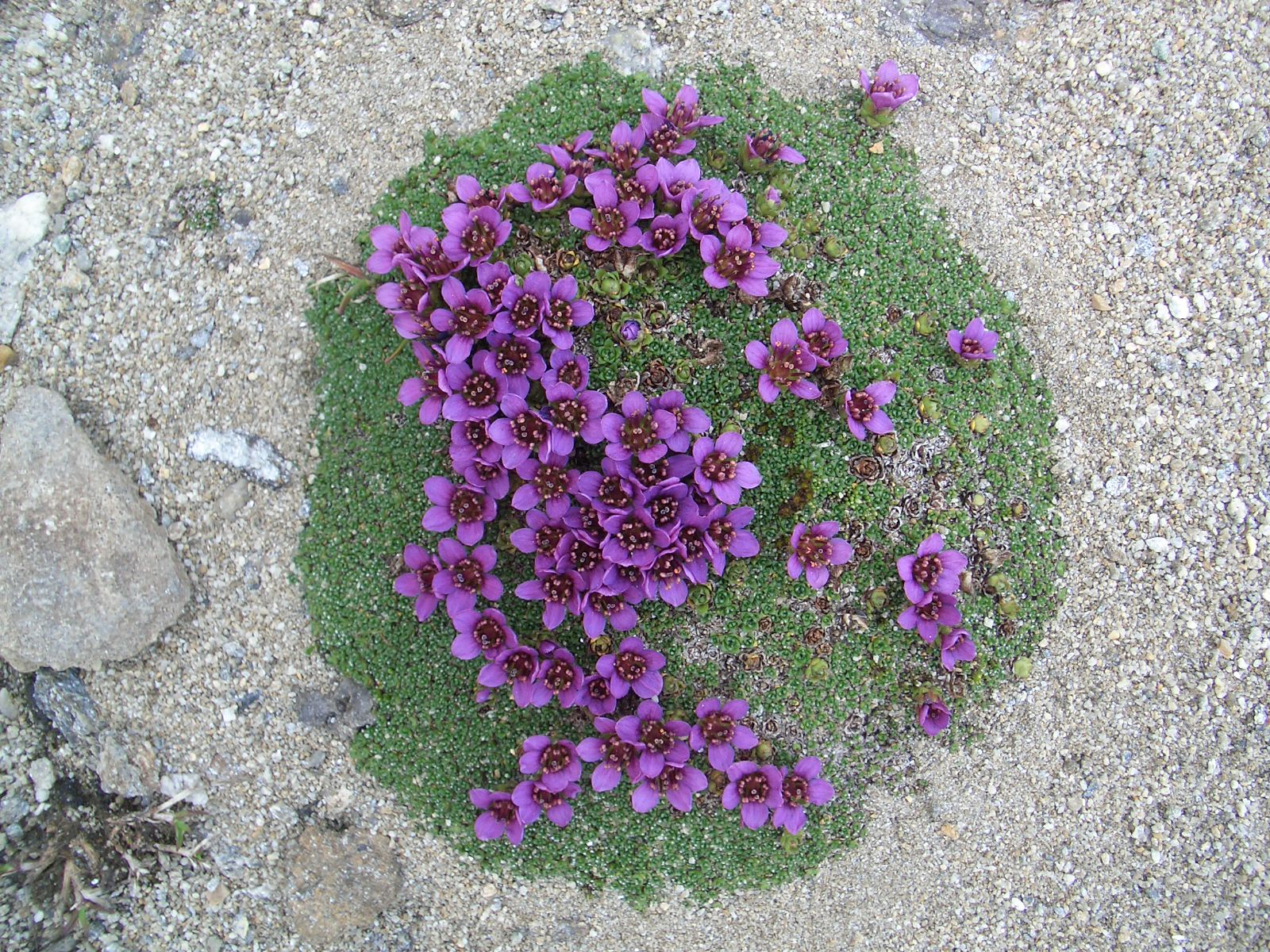
Saxifraga (Saxifraga rudolphiana)
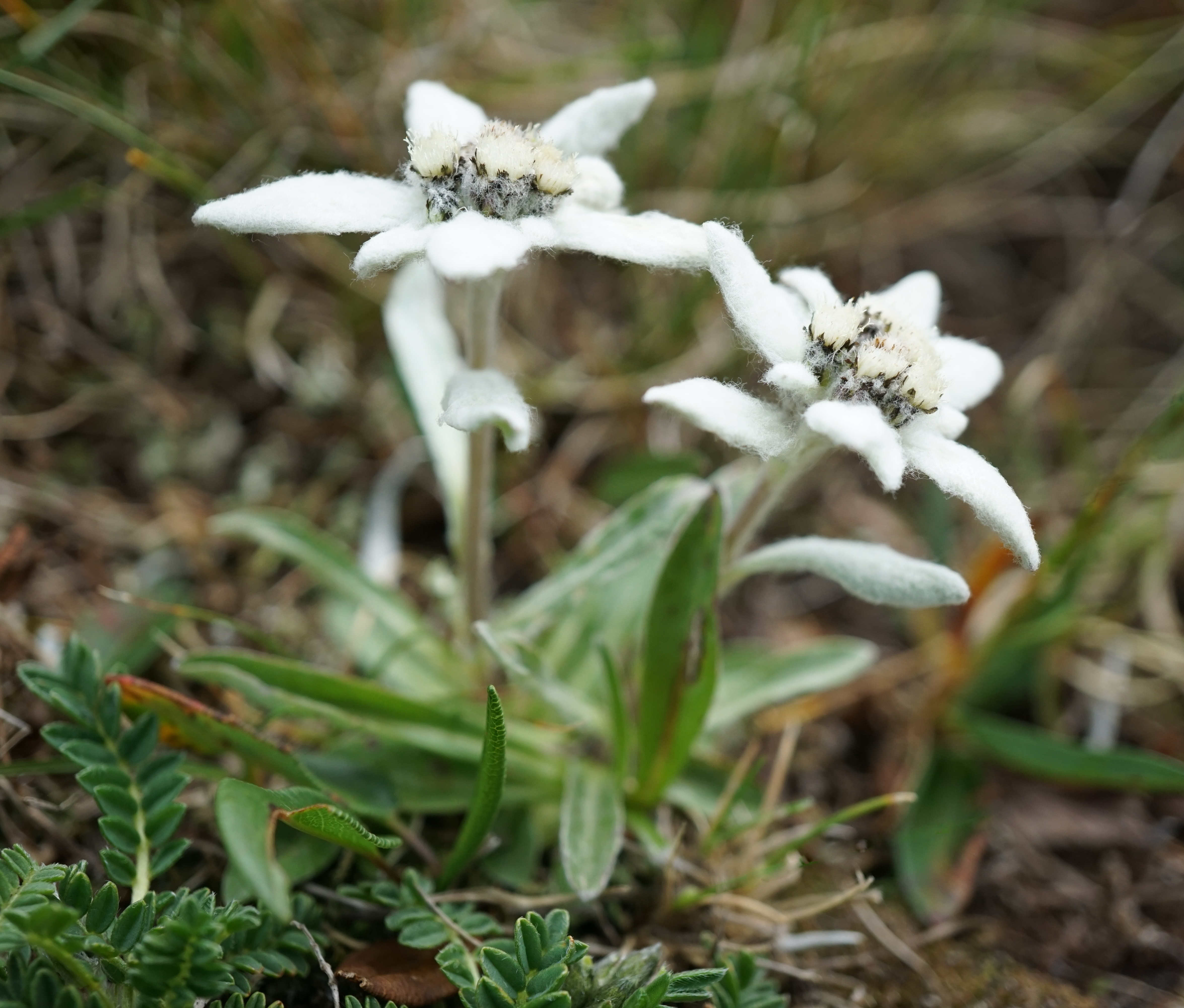
Floarea de colț (Leontopodium nivale)
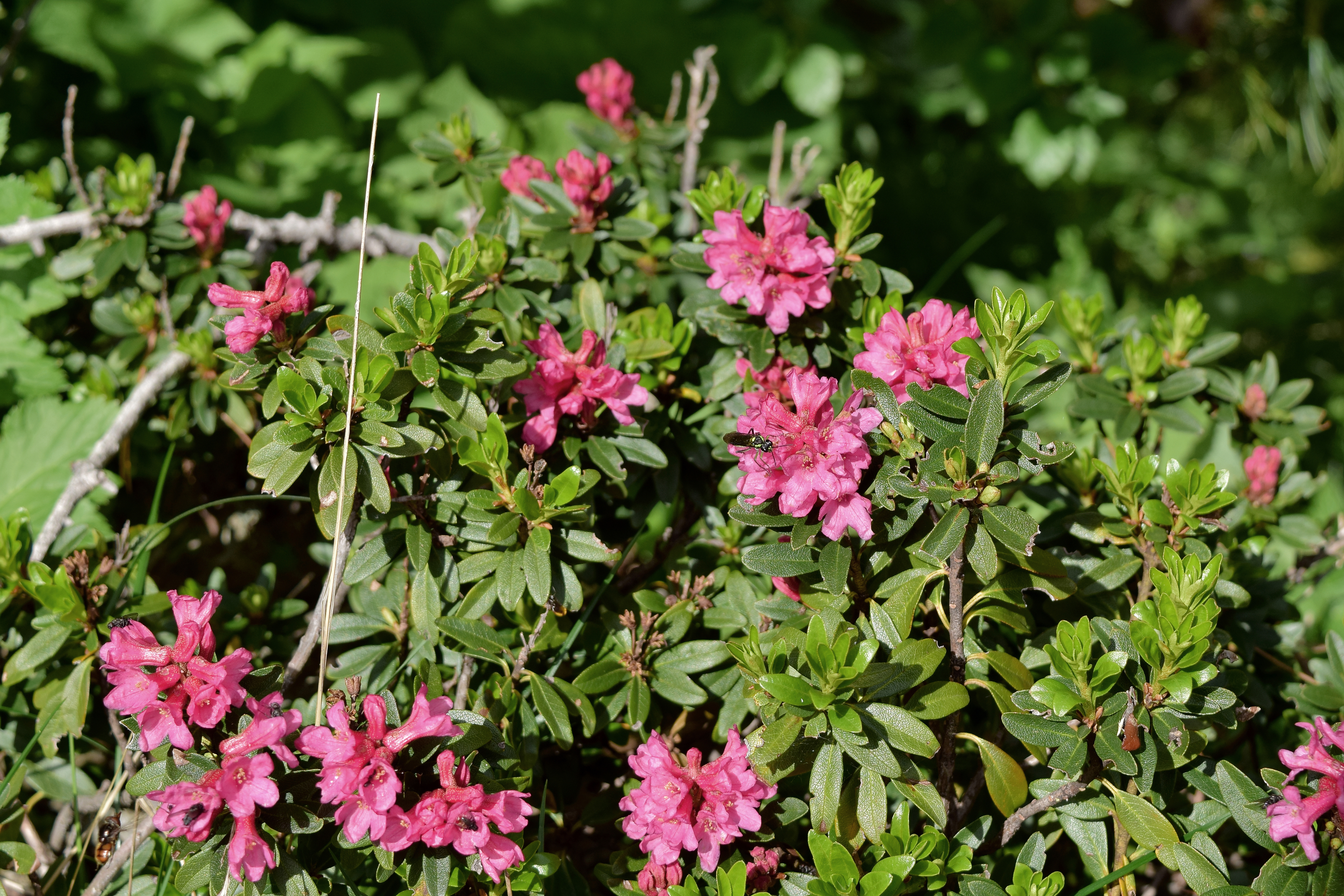
Trandafirul alpin (Rhodedendron ferrugineum)
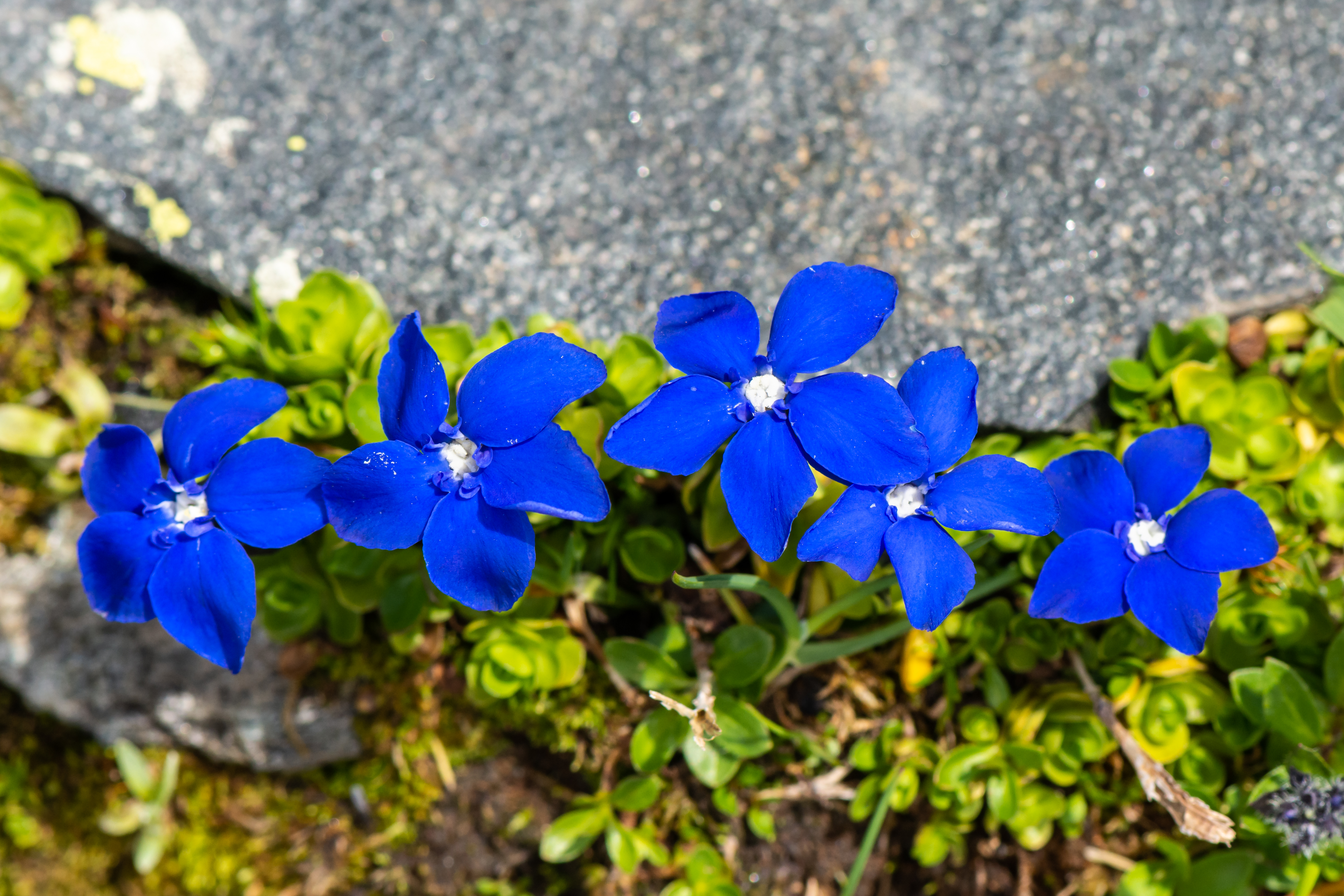
Gențiana (Gentiana bavarica)

Fauna este alcătuită din aproximativ 15.000 de  specii, incluzând numeroase specii de păsări, răpitoare sau cântătoare și mamifere. În plus, se găsesc diverse specii de fluturi, care ajung până la cele mai înalte vârfuri montane. Vulturul bărbos (Gypaetus barbatus), acvila de munte (Aquila chrysaetos) și vulturul pleșuv sur (Gyps fulvus) sunt cele mai impresionante păsări din Alpi. Aușelul (Regulus regulus), care cântărește doar 5-6 grame, este cea mai mică pasăre cântătoare nativă. Printre mamifere se numără capra alpină (Capra ibex), capra neagră (Rupicapra rupicapra) și marmota alpină (Marmota marmota).
De-a lungul timpului, au existat mai multe proiecte de repopulare a zonei cu diferite specii dispărute. Primele proiecte de repopulare cu capre alpine au apărut încă din 1914, fiind implementate pentru prima dată în anii 1960, iar în prezent una dintre cele mai mari populații de capre ibex (aproximativ 1.100 exemplare) din Hohe Tauern trăiește în Grossglockner, în zona ghețarului Pasterze. Alte proiecte de repopulare au vizat vulturul bărbos, proiect inițiat în valea Rauris Kruml (Rauriser Krumltal) în 1986 și marmota alpină, ambele de succes.

Fauna din zona Grossglockner
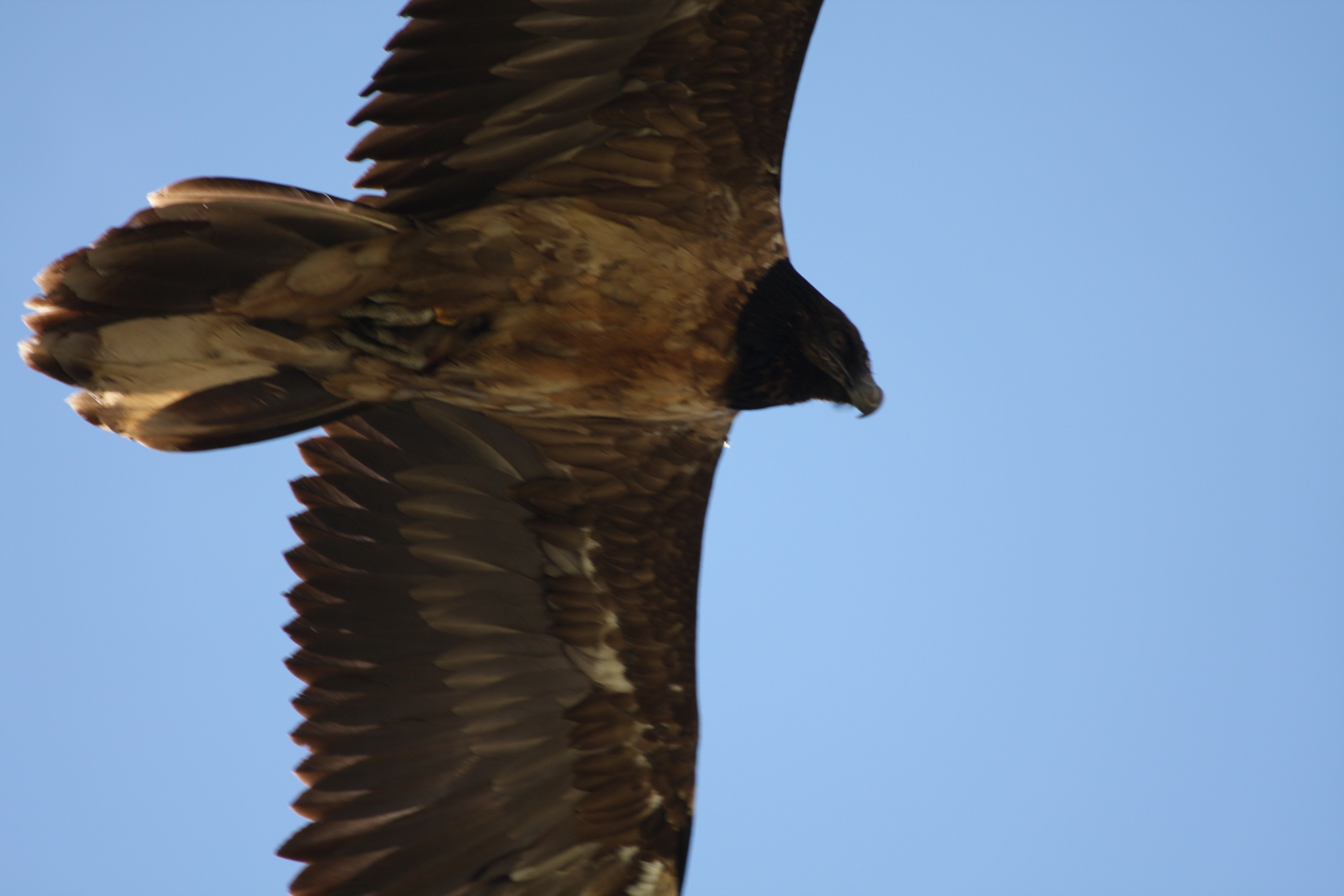
Vulturul bărbos (Gypaetus barbatus)
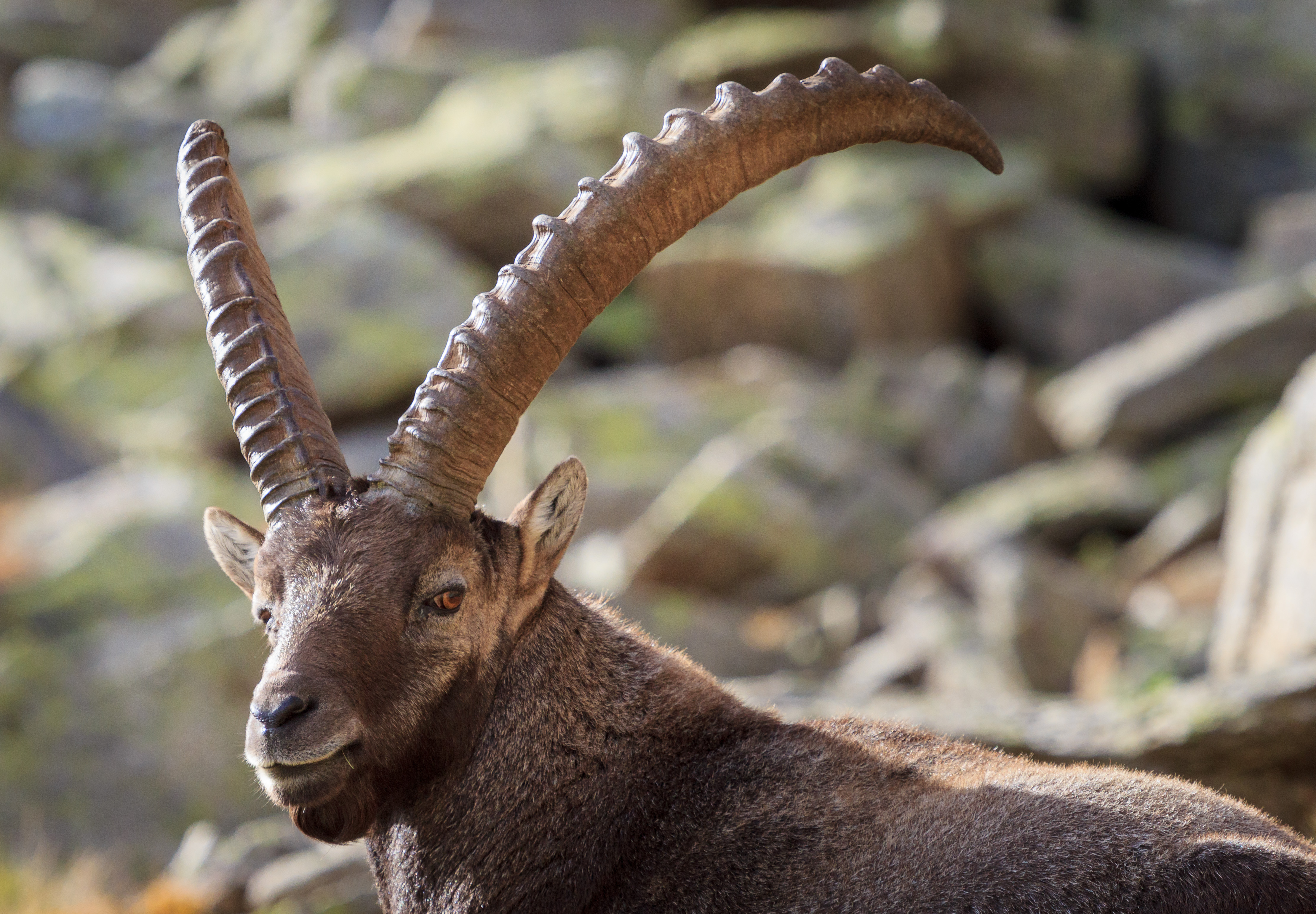
Capra alpină (Capra ibex)
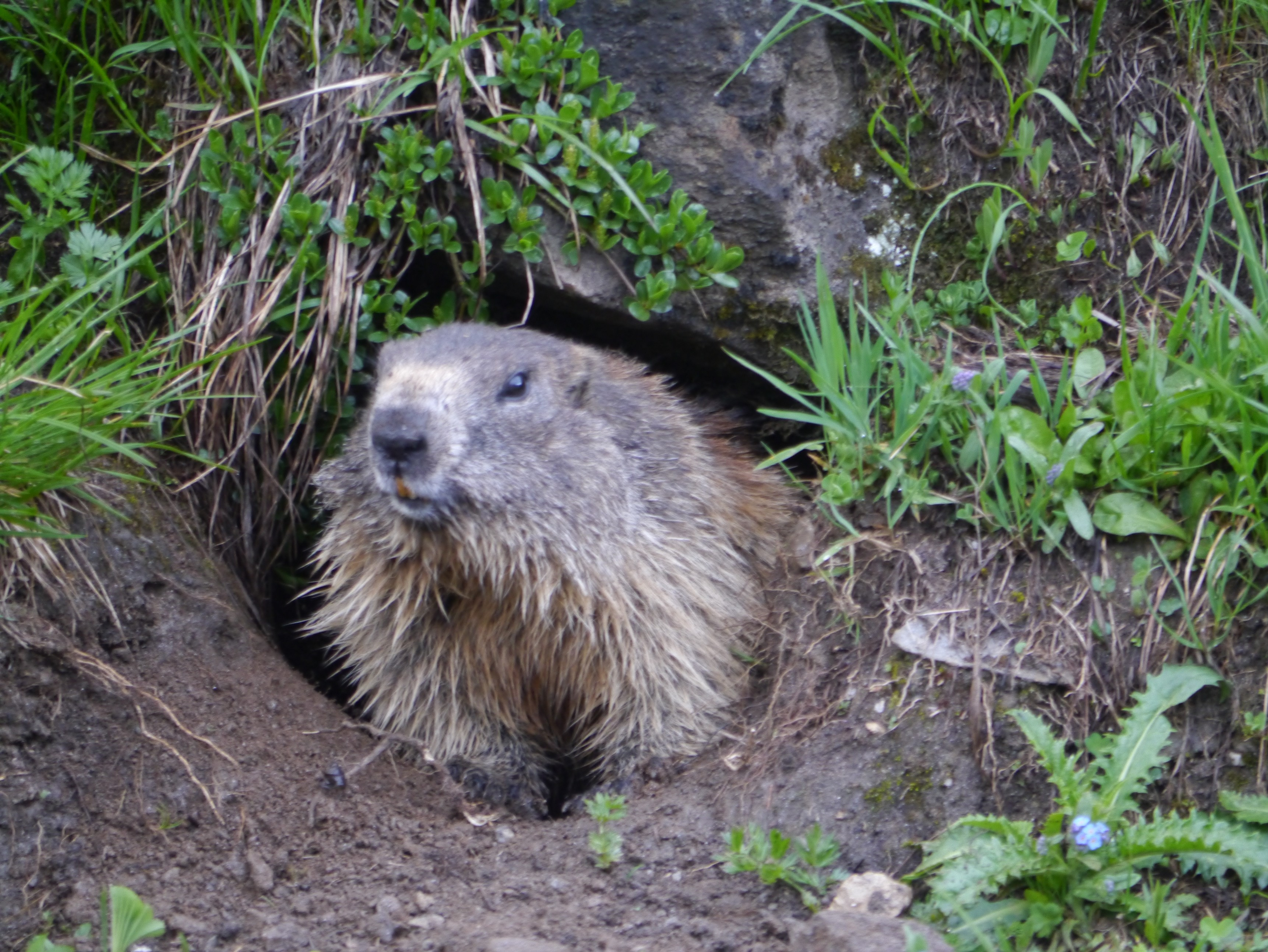
Marmota alpină (Marmota marmota)
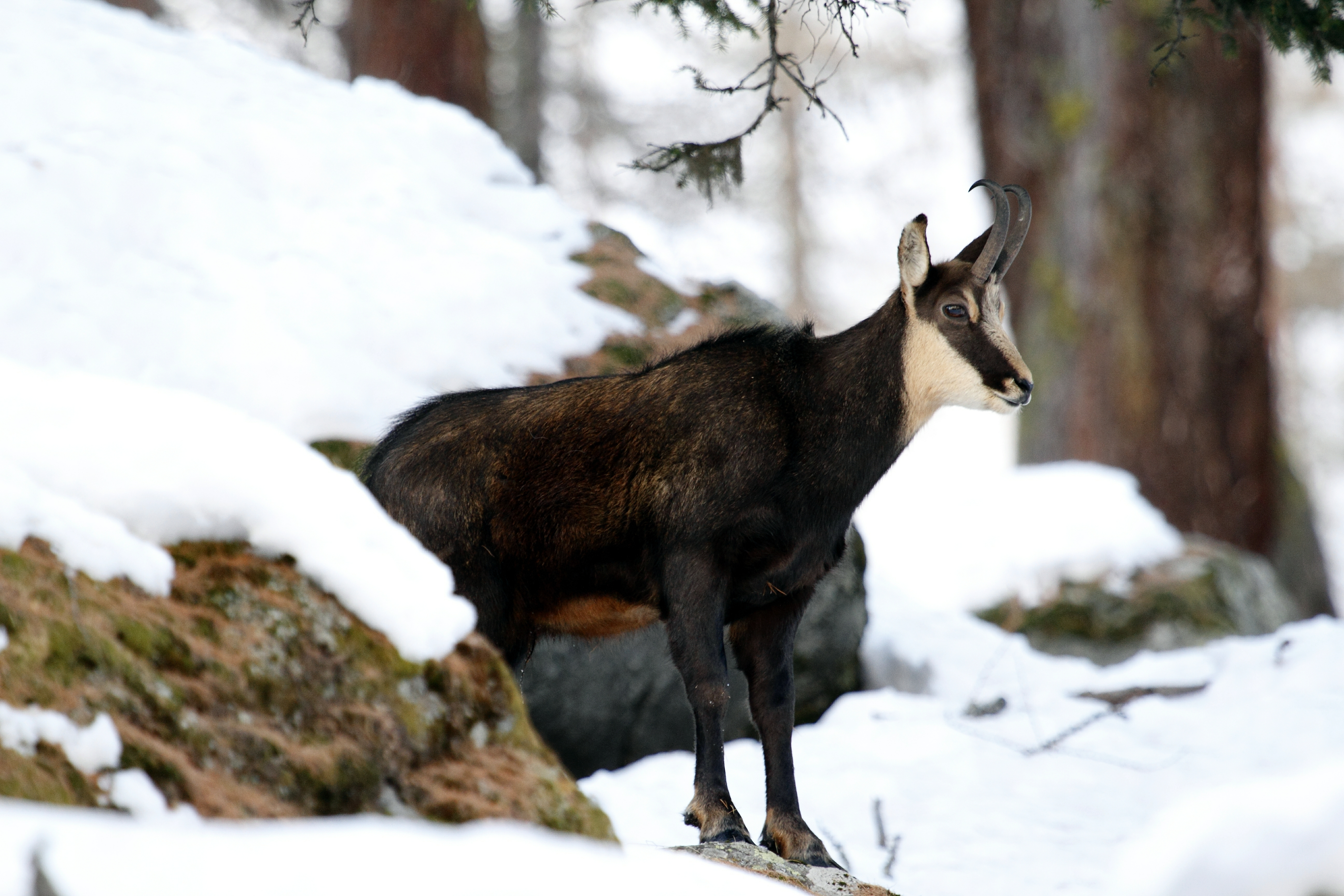
Capra neagră (Rupicapra rupicapra)

## Istoric

### Legende și mituri
Amenințarea reală reprezentată de topirea ghețarilor a fost reflectată în explicațiile mitice ale acestui fenomen în multe regiuni din regiunea alpină. Într-o veche legendă, se spune că înghețarea zonei Grossglockner a fost o pedeapsă divină pentru fermierii petrecăreți din Pasterze, cândva teren fertil, întreaga zonă fiind măturată de ploi și vijelii, apoi solidificată în gheață:33. Potrivit unei variante a acestei legende, un magician din Hundstein a transformat pentru prima dată Wiesbachhorn [Großes Wiesbachhorn (3.564 m) este un munte din Salzburg, al treilea cel mai înalt vârf din lanțul Hohe Tauern] într-un ghețar, dar, din cauza intransigenței sale față de cei pedepsiți, a fost la rândul său închis în gheață, devenind ghețarul Pasterze de azi. De atunci, Grossglockner a stat deasupra ghețarului pentru a păzi prizonierul:13–15:52–58.

### Explorări timpurii

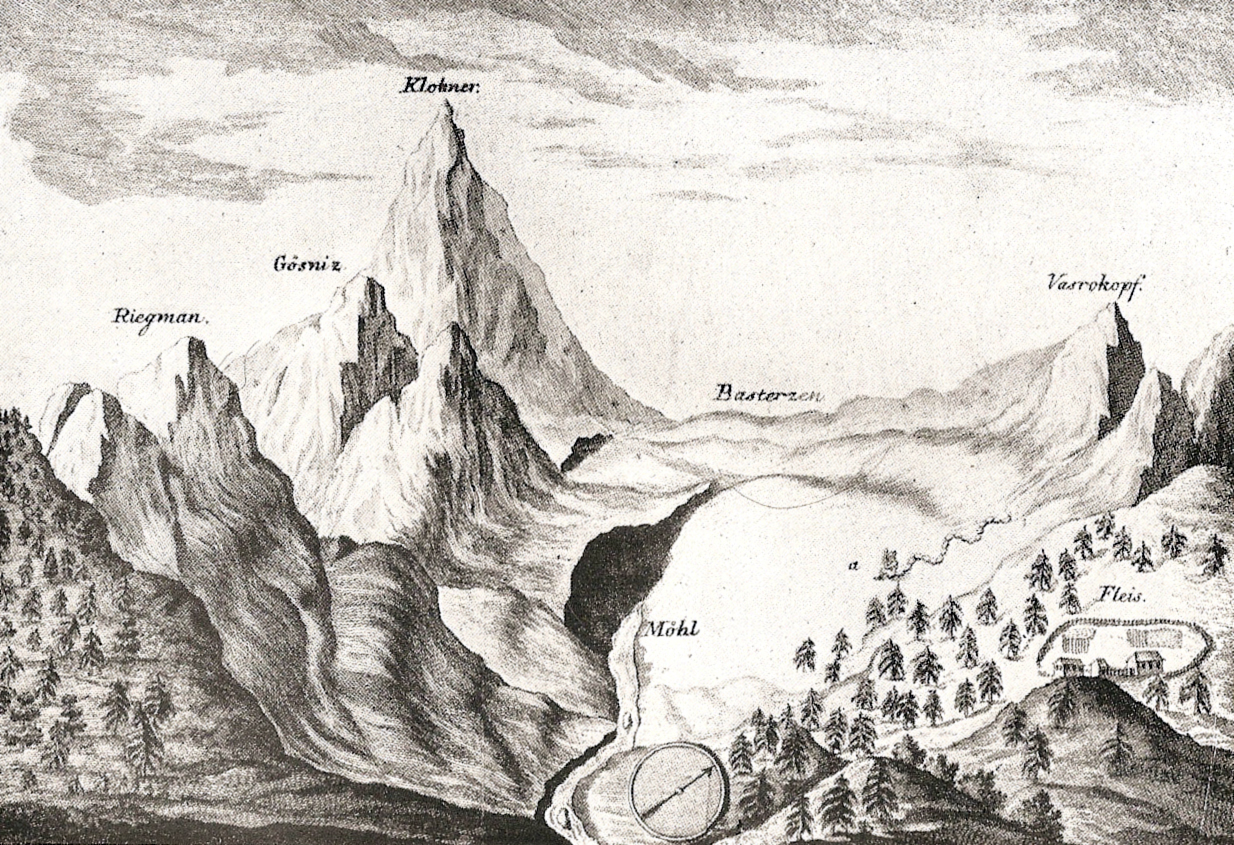
Gravură pe placă de cupru realizată de Belsazar Hacquet din 1782, considerată prima reprezentare a vârfului Grossglockner

Naturalistul francez Belsazar Hacquet a prezentat primele considerații concrete pentru o posibilă ascensiune în lucrarea sa „Excursie mineralo-botanică de la muntele Triglav din Carniola la muntele Glokner din Tirol, în anii 1779 și 1781” (Mineralogisch-botanische Lustreise von dem Berg Terglou in Krain, zu dem Berg Glokner in Tyrol, im Jahr 1779 und 81), publicată în 1783. Deja prevedea că traseul care va fi urmat ulterior de primii alpiniști va fi cel cu cea mai ușoară ascensiune. Hacquet a călătorit de mai multe ori în zona din jurul muntelui Glockner și a făcut măsurători ale înălțimii muntele, estimarea sa de 20.000 de brazi (aprox. 3.793 m) fiind surprinzător de apropiată de valoarea oficială din prezent. Prima reprezentare cunoscută a vârfului Grossglockner a fost realizată de Hacquet sub forma unei gravuri pe cupru care prezintă Grossglockner și Pasterze:84–93.

### Expediția pe muntele Glockner din 1799
În 1783 Franz al II-lea Xavier de Salm-Reifferscheidt-Krautheim, episcop principe al Diocezei Romano-Catolice Gurk-Klagenfurt din Carintia, a luat legătura, printre alții, cu vicarul general din Klagenfurt Sigismund Ernst Hohenwart și cu preotul romano-catolic iezuit Franz Xaver von Wulfen, care erau interesați de științele naturii. Influențat de succesul primei ascensiuni pe vârful Mont Blanc din 1786, prințul-episcop a decis să organizeze o expediție pe muntele Glockner, astfel că Wulfen și Hohenwart au efectuat câteva deplasări în jurul muntelui în 1795, iar el însuși a inspectat zona în 1798. Scopul expediției nu era doar măsurarea mai precisă a înălțimii muntelui, ci și realizarea primei ascensiuni pe vârful său.
Doi fermieri din Heiligenblut au fost aleși drept ghizi, aceștia fiind menționați în rapoarte drept „die Glokner”. Sarcinile lor includeau planificarea traseului, alegerea echipamentului, explorarea și organizarea expediției. Sub îndrumarea lor, alți câțiva localnici din Heiligenblut au amenajat poteci de acces și au construit refugiul montan Salm (Salmhütte), numit după prințul-episcop, primul refugiu montan din Alpii Orientali. Acest adăpost montan era situat sub Leiterkees, mai sus de cabana Salmhütte din prezent și a oferit spațiu pentru cei 30 de participanți la expediție, inclusiv Hohenwart, Wulfen și un membru al Consiliului Consistorial local, Johann Zopoth. Cei doi ghizi au explorat calea peste Leiterkees, Hohenwartscharte și Glocknerleitl, până sub vârful Kleinglockner. Se presupune că, în timpul explorării lor din 23 iulie 1799, cei doi ajunseseră deja pe vârful Kleinlockner, dar au păstrat acest secret pentru că niciunul dintre „domni” nu fusese prezent:21. După două încercări care au fost anulate din cauza vremii nefavorabile, Hohenwart și patru ghizi, inclusiv „die Glokner”, au ajuns pe vârful Kleinlockner pe 24 august și au ridicat acolo o cruce.

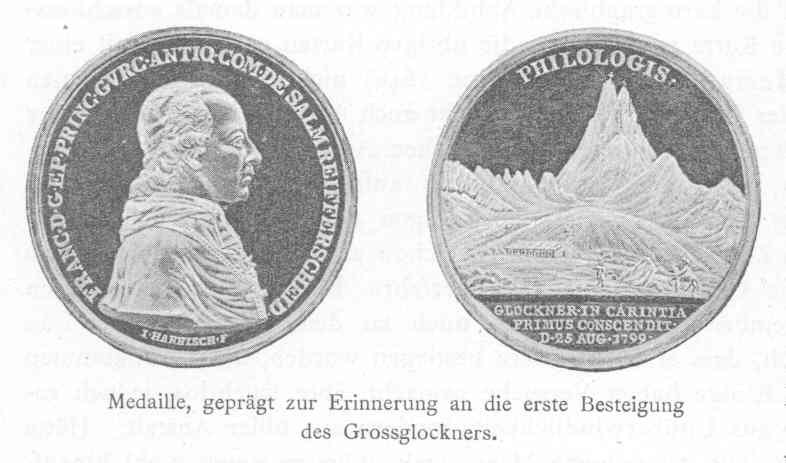
Medalie comemorativă a presupusei ascensiuni pe vârful Grossglockner în 1799. Pe avers este înfățișat Franz II Xavier von Salm-Reifferscheidt-Krautheim, pe revers vârful Grossglockner cu Salmhütte în prim plan

Rapoartele inexacte au condus la opinia care s-a menținut timp îndelungat că vârful Grossglockner fusese deja cucerit în cursul acelei prime expediții. Hohenwart a scris, de exemplu, „[…] eu și cei patru ghizi ai mei am reușit să escaladăm întregul munte Glockner” și se vorbește despre „ascensiunea pe cel de-al doilea vârf”. În jurnalul publicat anonim, scris probabil de participantul la expediție Johann Zopoth și revizuit de episcopul Salm:153–155, intitulat „Jurnalul unei călătorii pe muntele neescaladat Gross-Glokner” (Tagebuch einer Reise auf den bis dahin unerstiegenen Berg Gross-Glokner), se notează: „Acum a fost escaladat, [...] Glokner, această podoabă a Alpilor Norieni:53". Se presupune că rapoartele inexacte aveau, printre altele, scopul de a prezenta expediția ca pe un succes, deși o nouă încercare fusese deja planificată în septembrie 1799 pentru anul următor, iar unele pregătiri, precum extinderea adăpostului Salmhütte fuseseră deja realizate:153–155. Legenda a fost întărită de emiterea ulterioară a unei medalii comemorative de către episcopul Salm, care prezenta Grossglockner cu o cruce pe vârf și menționa data primei ascensiuni ca 25 august 1799:101.

### Prima ascensiune pe vârful Grossglokner din 1800
A doua expediție, din 1800, a numărat de două ori mai mulți participanți decât prima, 62 de persoane, printre noii participanți numărându-se, printre alții, pedagogul Franz Michael Vierthaler, botanistul David Heinrich Hoppe, matematicianul, astronomul și geodezul Ulrich Schiegg cu discipolul său sloven Valentin Stanič și preoții din comunele Dellach im Drautal și Rangersdorf, Franz Joseph Orrasch (numit și Horasch) și Mathias Hautzendorfer. Aceiași patru localnici din anul precedent au fost angajați ca ghizi:160. Pe lângă personal, a fost sporit și efortul organizatoric, de exemplu, pe Hohenwartscharte a fost construit un al doilea refugiu montan, „Hohenwarte”.
Pe 28 iulie, grupul a înaintat spre Kleinlockner, unde Hohenwart, Hoppe și Orrasch s-au oprit. Cei patru ghizi au fost primii care au urcat pe vârful Grossglockner, au asigurat urcarea cu o coardă fixă și s-au întors pe vârful Kleinlockner. Împreună cu preotul Mathias Hautzendorfer, au urcat apoi din nou pe Grossglockner. Hautzendorfer a trebuit convins: „Nu l-au lăsat să plece, pentru că el chiar voia să plece. […] Se pregătea de parcă ar fi urmat să moară:330–331”. Expediția a fost considerată reușită doar când „unul dintre domni” a ajuns pe vârf:162”. Faptul că acesta a fost Hautzendorfer a fost confirmat doar după descoperirea, în 1993, a unui raport al expediției scris de către Joseph Orrasch. Din cauza descrierilor incorecte ale lui Franz Michael Vierthaler, care de fapt se oprise din ascensiune, rămânând cu episcopul Salm pe Adlersruhe, Joseph Orrasch, care, conform dovezilor recente, a fost primul care a ajuns pe Kleinglockner, a fost mult timp considerat (incorect) și primul alpinist ajuns pe vârful Grossglockner”:163–167:24–25.
Numele celor patru fermieri și dulgheri localnici implicați în ascensiunea pe vârf nu apar în rapoartele publicate de participanții la expediție. Cei doi lideri principali cărora li s-a încredințat conducerea expediției sunt numiți pur și simplu „die Glokner”, identitatea lor nefiind menționată de participanții la expediție, în ciuda funcției lor importante: „Am avut... doi fermieri curajoși din Parohia Bluter. De acum înainte, amândoi sunt numiți „die Glokner”, ca primi alpiniști ai muntelui:7”. Frații Sepp și Martin Klotz din Heiligenblut sunt de obicei menționați drept „die Glokner”. Cu toate acestea, acest lucru este îndoielnic: „Kloz” era pur și simplu porecla unuia dintre „die Glokner”, pe care a primit-o de la episcopul Salm pentru eliberarea unei cornișe („bloc de zăpadă”). „Prințul-episcop a adăugat sufixul -kloz fermierului care a eliberat cornișa Schneekloz [...] care era deja numit Glokner de anul trecut - noul nume devenind Gloknerkloz“:330. Numele „Klotz” nu apărea în Heiligenblut la momentul în cauză:355. „Hoysen-Sepp”, un fermier din Heiligenblut, care a condus expediția Contelui Apponyi din 1802, este, de asemenea, considerat un posibil participant, deși se crede că și acest nume este un pseudonim al menționatului Sepp Klotz:256. Într-o scrisoare nepublicată a lui Ulrich Schiegg, unul dintre „die Glokner” este numit „Martin Reicher”. Din perspectiva actuală, dintre primii cinci alpiniști locali, doar Martin Reicher și Mathias Hautzendorfer au fost identificați:163.
A doua zi, Grossglockner a fost escaladat pentru a doua oară, de data aceasta Schiegg și Stanič ajungând și ei pe vârf. S-au efectuat măsurători ale presiunii aerului și ale înălțimii vârfului. Fermierii au înălțat crucea pe care o aduseseră cu ei, alături de care a fost lăsat și un barometru, pentru măsurători viitoare.
Episcopul Salm a finanțat încă două expediții pe muntele Glokner, în 1802 și 1806. În 1802, Sigismund Hohenwart a ajuns și el pe vârf, dar Salm nu a ajuns niciodată mai departe de Adlersruhe, așa cum a făcut și în 1800.

### Alte expediții de la începutul secolului al XIX-lea

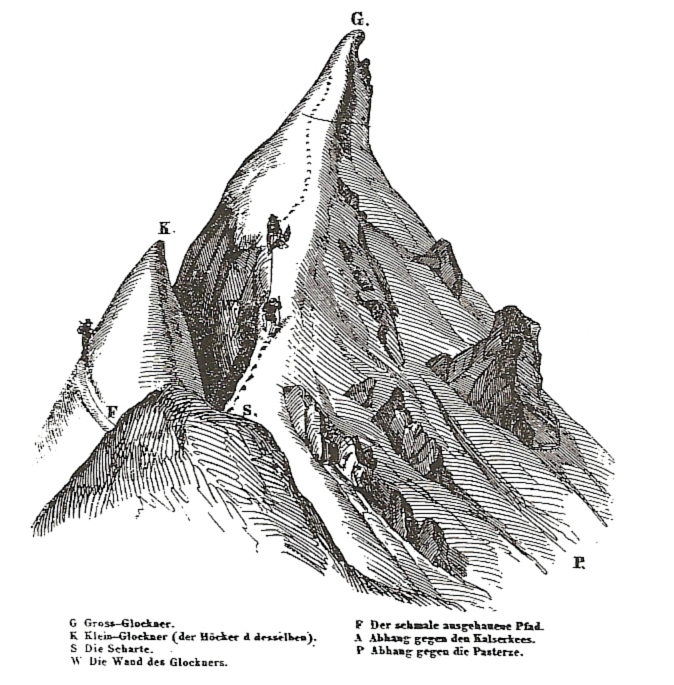
Schiță de ascensiune realizată de Dionýs Štúr în 1855

În 1802, naturalistul Joseph August Schultes a întreprins o expediție cu contele Apponyi, pe care a descris-o în cele patru volume ale sale „Expediție pe Glockner” (Reise auf den Glockner) din 1804, care conține și rapoarte ale primei ascensiuni. În urma frământărilor din perioada războaielor napoleoniene, ascensiunile pe muntele Glockner au fost rare în anii următori, refugiile montane au căzut în paragină în urma avansării ghețarilor și au fost jefuite de populația locală:260–267.
Cu toate acestea, după sfârșitul războaielor în 1814, Grossglockner a devenit o destinație populară pentru alpiniști și cercetători, printre alpiniștii de succes care au cartografiat, măsurat și cercetat zona, numărându-se Karl Thurwieser (1824), Hermann și Adolph von Schlagintweit (1848), Anton von Ruthner (1852) și Dionýs Štúr (1853):26. După ascensiunea sa din 1854, cartograful Franz Keil a proiectat un relief topografic tridimensional care a fost mult timp considerat cea mai fidelă reprezentare a masivului Glockner:27-31.
Întreprinderile care plasau interesul sportiv mai presus de interesul științific au devenit au devenit din ce în ce mai numeroase, de exemplu prima ascensiune individuală (până atunci nimeni nu ajunsese pe vârf fără ghid) a lui Stephan Steinberger din 1854 și prima ascensiune de iarnă (Francisci și Liendl) din 1853 și au însemnat sfârșitul expedițiilor complexe. În acest timp nu au fost dezvoltate trasee noi, toate ascensiunile urmând calea străbătută de primii alpiniști.

### Dezvoltarea de noi trasee

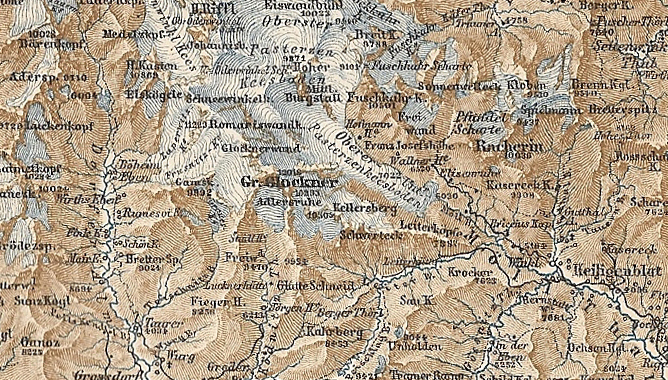
Harta muntelui Glockner din 1878

Pentru comuna Heiligenblut am Großglockner, spre mijlocul secolului al XIX-lea, turismul pe muntele Glockner reprezenta deja un factor economic important, iar poziția de monopol a comunei din Carintia ca singur punct de plecare pentru o ascensiune pe muntele Glockner s-a reflectat în prețurile ridicate. Din 1852, Joseph Mayr din Lienz, cu sprijinul localnicilor, a început să caute o cale de urcare dinspre comuna Kals am Großglockner, pentru a se asigura că tirolezii vor primi o cotă din turismul în creștere.
Primele ascensiuni dinspre Kals am Großglockner au fost raportate abia în 1854, deși la acel moment exista un singur traseu, oarecum greoi, numit „Mürztaler Steig” prin Burgwartscharte (3.104 m) și Leiterkees. În anii următori, s-a născut o competiție acerbă între cele două comune. Costurile mai mici pentru cazare, masă și ghizi montani din Kals și descoperirea legăturii mai scurte și directe între Glocknerleitl și Ködnitzkees de către Julius Payer în 1863, au făcut ca, încă din 1869, să se înregistreze 35 de ascensiuni spre vârfuri dinspre Kals, comparativ cu doar 3 dinspre Heiligenblut:27:135–148.
Pentru a crește atractivitatea comunei Kals ca punct de plecare, încă din 1853 s-au făcut încercări de a dezvolta un nou traseu, care să ocolească ghețarii, peste creasta sudică. Această creastă a fost escaladată pentru prima dată în 1864, dar traseul s-a dovedit a fi mai dificil decât era de așteptat. Pentru a crește competivitatea noului traseu, denumit „Neuen Kalser Weg”, comerciantul praghez Johann Stüdl a finanțat construcția unui nou refugiu montan, (Stüdlhütte), a reorganizat sistemul de ghizi montani din Kals și a înființat o secțiune de traseu asigurată cu cablu metalic („via ferrata”) peste creasta de sud-vest, care ulterior a fost numită după el. Cu toate acestea, „via ferrata” nu a reușit să se impună ca noua rută normală și a intrat în paragină deoarece, pe de o parte, în ciuda asigurărilor, a fost mai dificilă decât ascensiunea spre est și, pe de altă parte, la 5 august 1869, în ziua în care s-a deschis, a fost găsită o nouă rută spre Adlersruhe dinspre Carintia. Această rută, parcursă pentru prima dată de Karl Hofmann peste creasta care ulterior a primit numele său („Hofmannskees”), a devenit cel mai frecventat traseu către Adlersruhe pentru o lungă perioadă de timp și a făcut ca Heiligenblut să devină din ce în ce mai popular ca punct de plecare:27.
Prima ascensiune de iarnă a vârfului Grossglockner a fost realizată pe 2 ianuarie 1875 de William Adolf Baillie Grohman, membru al Clubului Alpin, primul club de alpinism din lume, înființat la Londra în anul 1857:222. În 1876, ghizii montani Hans Tribusser, G. Bäuerle și J. Kramser din Heiligenblut l-au însoțit pe alpinistul austriac Alfred Markgraf von Pallavicini, escaladând ravena dinspre nord-est, de 600 de metri înălțime și cu o înclinație de până la 55°. Ascensiunea, pentru care Tribusser a tăiat 2.500 de trepte în gheața ravenei denumită ulterior „Pallavicini-Rinne”, după numele alpinistului austriac, este considerată una dintre cele mai mari realizări din domeniul alpinismului acelor vremuri. Pallavicini-Rinne a fost escaladată a doua oară abia 23 de ani mai târziu:34–38.
În următoarele decenii, au urmat primele ascensiuni pe trasee din ce în ce mai dificile pe stâncă, gheață și teren combinat, precum creasta nord-vestică în 1879, creasta nord-estică în 1911, versantul nordic în 1926 (Willo Welzenbach) și ravena Bergler („Berglerrinne”) în 1929. În 1967, rampa Mayerl („Mayerlrampe”), care este în prezent cel mai popular traseu de cățărare pe gheață, a fost inaugurată, iar în 1984, ascensiunea „Theo-Riml-Gedenkanstieg” pe versantul nord-estic a devenit una dintre cele mai dificile secțiuni de cățărare pe gheață către Glockner. De la prima ascensiune a așa-numitului Stâlp de smarald („Smaragdpfeilers”) de sub Kleinglocknerkees în același an, toate crestele, versanții și ravenele spre Grossglockner au fost cucerite, iar noile rute ulterioare sunt doar variante ale primelor trasee:58–59:262–293.

### Efectele topirii ghețarului

Imagine a Glocknerkees din anii 1930

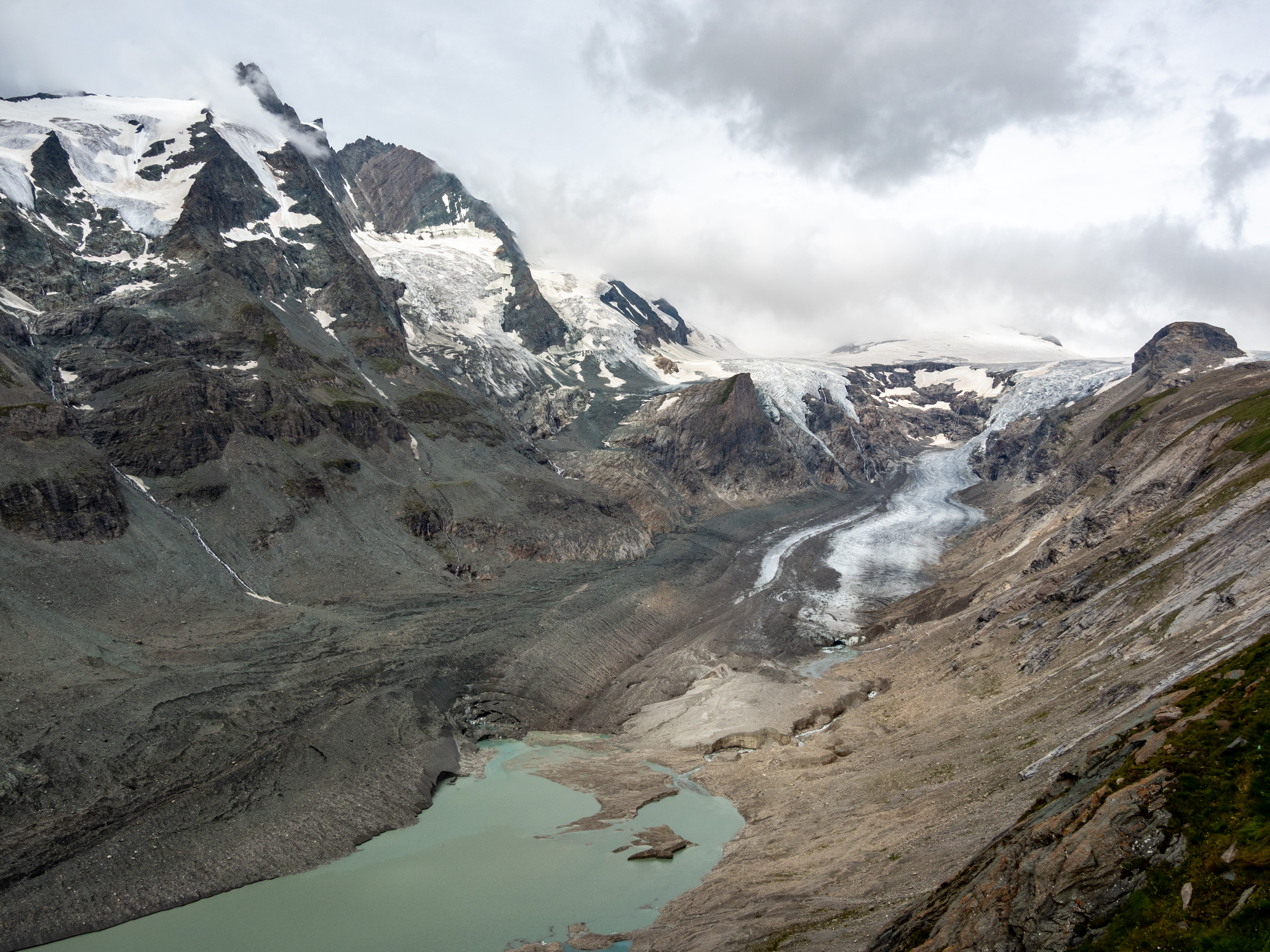
Glocknerkees, valea ghețarului Pasterze și lacul glaciar Sandersee în 2020

Ca urmare a încălzirii globale din secolul al XX-lea, în ultimele decenii s-a constatat o dezghețare masivă a ghețarilor și a stratului de permafrost pe Grossglockner, cu impact direct asupra alpinismului. Pantele înghețate ale muntelui, cum ar fi Pallavicinirinne, au de obicei suficientă acoperire de firn primăvara și la începutul verii, dar în celelalte perioade ale anului, suprafețele netede de gheață fac accesul mai dificil. În plus, topirea rapidă are ca rezultat un risc crescut de căderi de pietre. În unii ani, aceste trasee care erau accesibile toată vara nu mai pot fi urmate începând cu luna iunie. Ascensiunea peste ghețarul Pasterze care se topește rapid și Hoffmannskees, care de zeci de ani constituie unul dintre cele mai populare trasee, este de asemenea afectată și devine inaccesibilă în unele cazuri, din cauza formării crevaselor pe ghețar, apariției suprafețelor netede de gheață și a riscului crescut de căderi de pietre. În perioada verii, traseul care străbate partea estică a vârfului Kleinglockner, Glocknerleitl, deasupra refugiului montan Erzherzog-Johann-Hütte, include zone acoperite din ce în ce mai mult de gheață netedă.
Ca alternativă, traseul lung și nepopular al primilor alpiniști dinspre refugiul montan Salm (Salmhütte) peste Hohenwartscharte, a fost restaurat la sfârșitul secolului al XX-lea și reprezintă în prezent cel mai important traseu dinspre Carintia, dar nu poate fi comparat cu traseul concurent dinspre Kals. Refugiul Erzherzog-Johann-Hütte a fost, de asemenea, în pericol, din cauza prăbușirii subsolului cabanei, ca urmare a dezghețării permafrostului:281. În iunie 2016, după 15 ani de muncă, s-a finalizat consolidarea fundației, renovarea și modernizarea cabanei.
În general, Glockner este adesea subestimat și în mod regulat apar accidente grave. Cele mai mari pericole, pe lângă căderea de pietre, sunt schimbarea bruscă a vremii, furtunile și avalanșele care se pot produce în orice perioadă a anului, precum și apariția crevaselor. Un total de 248 de decese au fost înregistrate pe Grossglockner până în 2004, numele persoanelor decedate figurând pe memorialele din Kals și Heiligenblut:142.

### Dezvoltarea alpinismului pe schiuri
Grossglockner a fost escaladat pentru prima dată pe schiuri de Max Winkler și Fritz Strobl în 1909, înconjurarea masivului Glockner, „ocolul Glockner” (die Glocknerumfahrung), devenind ulterior un traseu popular:268.
Începând cu anul 1935, era organizată anual „cursa de schi alpin Glockner” (Glockner-Skirennen), când condițiile o permiteau. Cursa era desfășurată ca o probă de coborâre sau slalom uriaș, cu trasee care variau foarte mult de la an la an, câștigătorii având nevoie de două până la trei minute fiecare pentru a parcurge traseul de la Adlersruhe prin Hofmannskees până la Pasterze:56–57:277–284. Ultima cursă Glockner a avut loc în 1959, motivul pentru încheierea acestui eveniment sportiv fiind deteriorarea condițiilor din cauza retragerii ghețarului.
În a doua jumătate a secolului al XX-lea, pârtiile din partea de nord a muntelui au devenit o destinație atractivă pentru amatorii de schi extrem (practicat pe pârtii lungi și abrupte, cu pante între 45 și 60+° sau înclinații între 100 și 170%). Ravena Pallavicini („Pallavicinirinne”) a fost escaladată pentru prima dată pe „schiuri de firn” (Firngleiter) de Gerhard Winter și Herbert Zakarias în 1961 și, de asemenea, pe schiuri de Michael Zojer în 1971. În 1981, Stefan Eder a escaladat pentru prima dată pe schiuri ravena Bergler („Berglerrinne”), iar în 1986 Andreas Orgler a reușit să parcurgă pe schiuri rampa Mayerl (Mayerlrampe), care are o înclinație de până la 70°:57:72.
În ciuda pantelor sale abrupte, muntele Glockner este o destinație populară pentru amatorii de schi. Prin urmare, refugiul montan Stüdlhütte este deschis permanent în timpul sezonului de turism, din martie până în mai, iar Grossglockner este promovat intens ca destinație turistică pentru schiori. Ascensiunea pe schiuri este posibilă prin Ködnitzkees sau Hofmannskees. Cu toate acestea, ascensiunea pe schiuri până la vârf nu constituie o practică uzuală.

### „Crucea imperială” de pe vârful Grossglockner

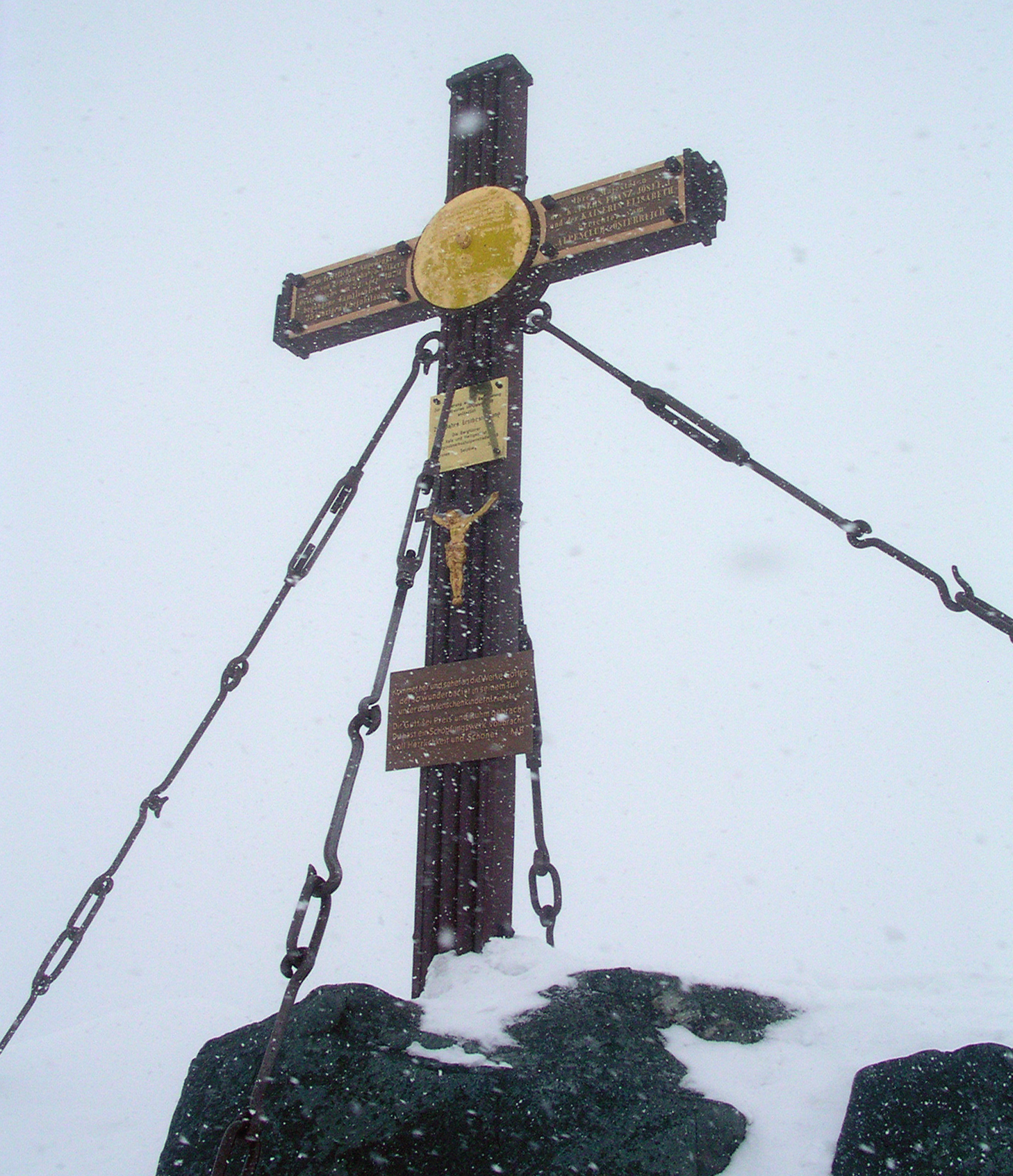
„Crucea imperială”
de pe vârful Grossglockner

Cei patru localnici care au participat în calitate de ghizi la prima ascensiune pe vârful Grossglokner în 1800 au ridicat pe vârf o cruce din lemn la 29 iulie 1800, la o zi după prima ascensiune. Cu toate acestea, din cauza expunerii sale, crucea de lemn a căzut după doar câțiva ani. Crucile amplasate pe Kleinglockner și Grossglockner în 1799 și 1800 au fost printre primele cruci de vârf în sens modern, fiind realizate special pentru plasarea pe un vârf montan:40:8, 62–64.
În 1879, Clubul Alpin Austriac a asigurat terenul pentru înălțarea unei noi cruci, dedicată celei de-a 25-a aniversări a căsătoriei împăratului Franz Joseph I al Austriei cu împărăteasa Elisabeta de Wittelsbach (Sisi), care vizitaseră Heiligenblut în 1865, urcând pe culmea care poartă numele împăratului, Franz-Josephs-Höhe, pentru a admira priveliștea vârfului. Crucea a fost proiectată de Friedrich von Schmidt și realizată gratuit de „Hüttenberger Eisengewerks-Gesellschaft” din Klagenfurt:222–223. Pe 2 octombrie 1880, „Crucea Imperială” din fier de trei metri înălțime și 300 kg a fost ridicată pe vârf de către ghizii montani din Kals am Großglockner. Pe locul fostului refugiu montan construit pe Adlersruhe de prințul-episcop Salm, Clubul Alpin Austriac a ridicat în 1879 cabana care poartă numele Arhiducelui Ioan de Austria (Erzherzog-Johann-Hütte), refugiul montan situat la cea mai mare altitudine din Austria (3.454 m), pe granița dintre landurile federale Carintia și Tirol care trece chiar prin cabană. Erzherzog-Johann-Hütte a fost reconstruită în 2022. Clubul Alpin Austriac a construit alte două noi refugii montane, Salmhütte (2.644 m, în valea Leiter, sud-est de Grossglockner) și Glocknerhaus (2.132 m, în Heiligenblut am Großglockner).
Pentru a marca 200 de ani de la prima ascensiune pe Grossglockner, crucea a fost ridicată cu un elicopter și transportată pentru restaurare. În acest timp, pe locul său a fost instalată o cruce temporară:53:258.
Crucea nu mai are un registru de vârf, după ce mai multe astfel de exemplare au fost furate de-a lungul timpului. În iunie 2007 a fost creat un „registru online”, un cod de acces schimbat frecvent putând fi găsit la crucea de pe vârf, pentru a permite doar alpiniștilor să se înregistreze. Totuși, acest proiect a fost încheiat în iunie 2008. În mai 2010, o placă memorială a politicianului austriac Jörg Haider a fost ridicată sub cruce, dar a fost îndepărtată după scurt timp din cauza protestelor. În luna august a aceluiași an, crucea a fost smulsă din ancoraj, probabil din cauza unui fulger și era în pericol de cădere, astfel încât a trebuit să fie refixată, în urma unei operațiuni complexe.

### Planuri de dezvoltare și conservare a naturii
Atractivitatea turistică a Grossglockner a generat elaborarea mai multor proiecte de deschidere a zonei pentru turismul de masă. Un funicular (Stollenbahn) către Adlersruhe a fost propus pentru prima dată încă din 1889. În 1895, s-au efectuat lucrări de la Heiligenblut am Großglockner spre Pasterze pentru construcția unei „căi ferate montane către Grossglockner” (Bergbahn zum Grossglockner), cu un singur tunel lung de 25 m:1242. Primele planuri concrete pentru o telecabină până la vârf au apărut în 1914. În 1933, planurile pentru o telecabină spre Adlersruhe au primit „aviz de principiu” favorabil. Totuși, niciunul dintre aceste proiecte timpurii de construcție a unei telecabine nu s-a realizat.
Drumul de acces către Franz-Josefs-Höhe, „Gletscherstrasse”, care servește exclusiv scopurilor turistice, a fost deschis în 1932. Odată cu finalizarea Drumului Alpin Großglockner („Großglockner-Hochalpenstrasse”) în 1935, acest punct de observație a devenit accesibil și dinspre Fusch an der Großglocknerstraße din landul Salzburg. Cu toate acestea, alte proiecte referitoare la construcția unor drumuri, înființarea unui domeniu schiabil și construcția unui baraj [cu excepția construcției lacului de acumulare Margaritze (Stausee Margaritze), care a fost finalizată în 1953] nu au fost implementate. Cel mai recent, în 2000, a fost planificată construcția unei telecabine de la Franz-Josefs-Höhe la Pasterze, deoarece topirea rapidă a ghețarului îngreunează accesul turiștilor în acea zonă. Cu toate acestea, scoaterea necesară a zonelor respective din Parcul Național Hohe Tauern nu a putut fi realizată:254–258:274–279.
Pentru a preveni implementarea unor eventuale planuri de dezvoltare, cum ar fi cele propuse în 1914, latifundiarul Albert Wirth din Villach, considerat unul dintre părinții fondatori și inițiatori ai Parcului Național Hohe Tauern, a achiziționat în 1918 o suprafață de 41 km2 pe partea dinspre Carintia a Grossglockner și a donat terenul către Asociația Alpină Austriacă, cu cerința de a proteja zona:62. În 1938, Clubul Alpin a achiziționat încă 30 km2 pe partea tiroleză de la Trezoreria Federală Austriacă. Clubul Alpin Austriac este proprietarul a 114 m2 în zona vârfului Glockner de pe partea tiroleză și în zona crucii de pe vârf. În 1971, această zonă a fost încorporată în Parcul Național Hohe Tauern, în zona centrală a căreia este exclus orice trafic imobiliar. În 1981, partea din Carintia a Grossglockner a devenit parte a nou înființatului Parc Național Hohe Tauer, iar în 1986, guvernul landului Carintia a creat „zona de protecție specială Grossglockner-Pasterze” (Sonderschutzgebiet Großglockner-Pasterze) în cadrul parcului național, cu reglementări de protecție deosebit de stricte. În 1992, partea tiroleză a muntelui a fost declarată parc național.

Imagine panoramică dinspre est a munților Glockner și Goldberg, Hohe Tauern
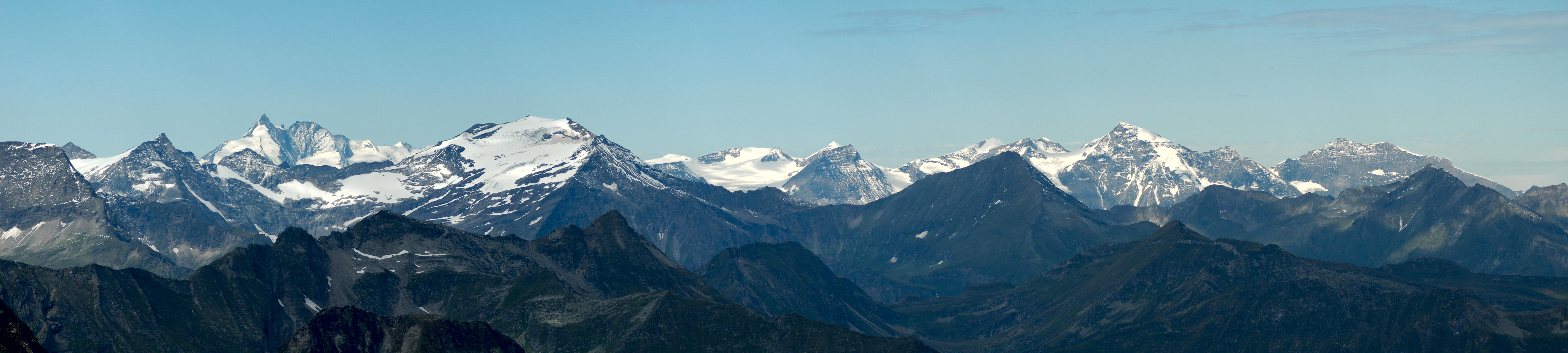
De la stânga la dreapta: Sonnblick, Goldzechkopf (3.042 m), în plan depărtat Großglockner și Glocknerwand, Hocharn, Johannisberg, Bärenköpfe, în plan apropiat Hohe Dock, Klockerin, Vorderer și Hinterer Bratschenkopf, în prim plan Ritterkopf (3.006 m), Großes Wiesbachhorn, Kleines Wiesbachhorn, Hoher Tenn

## Turism

### Semnificația și dezvoltarea turismului
În 1919, când Tirolul de Sud a fost cedat Italiei în conformitate cu Tratatul de la Saint-Germain, Glockner a înlocuit Ortler ca cel mai înalt munte din Austria. După Primul Război Mondial, Glockner a căpătat o importanță turistică din ce în ce mai mare, care continuă și în prezent, atrăgând numeroși vizitatori, peste 150 în zilele frumoase de vară:280. „Glocknerrunde”, o excursie de o săptămână în jurul Grossglockner, care a fost dezvoltată ca un pachet de oferte de către Clubul Alpin Austriac și Parcul Național Hohe Tauern, include o ofertă pentru trekking, o formă de turism în creștere în regiune. Cu toate acestea, mai important din punct de vedere comercial este turismul rutier de masă pe Drumul Alpin Großglockner (Großglockner-Hochalpenstraße) decât alpinismul. Priveliștea celui mai înalt munte din Austria dinspre Kaiser-Franz-Josephs-Höhe este una dintre cele mai mari atracții de pe acest traseu care atrage aproximativ 900.000 de vizitatori în fiecare an. Numărul total de vizitatori de la inaugurarea sa în august 1935 este estimat la peste 70 de milioane, ceea ce face ca Grossglockner să fie a doua cea mai populară atracție din Austria, după Palatul Schönbrunn.
Cu mai mult de 30 de trasee descrise în literatura de specialitate, Grossglockner reprezintă o opțiune majoră pentru amatorii de alpinism. Pe lângă atractivitatea care rezultă din înălțimea sa, aceasta se datorează și structurii sale relativ complicate de creste, văi, ghețari și pereți de stâncă:13, 89. Imaginea vârfului apare pe timbre poștale și pe stemele comunelor Kals am Großglockner și Heiligenblut am Großglockner.

### Trasee montane
Lucknerhaus (1.918 m), Lucknerhütte (2.241 m), Kalser Tauernhaus (1.755 m), Kalser Tauernhaus (1.755 m) și Stüdlhütte (2.802 m) servesc drept baze de pornire pentru ascensiunea spre Grossglockner dinspre Tirolul de Est. Dinspre Carintia, ruta normală (Normalweg), cel mai frecventat și mai ușor traseu, duce către refugiul montan situat la cea mai mare altitudine din Austria, denumit Erzherzog-Johann (Erzherzog-Johann-Hütte). Acesta este construit pe stânca Adlersruhe (3.454 m) și este singurul refugiu deținut de Clubul Alpin Austriac. Alte baze sunt Glocknerhaus (2.132 m), în Heiligenblut am Großglockner, Salmhütte (2.638 m) și Franz-Josefs-Haus (2.363 m), pe Kaiser-Franz-Josefs-Höhe, accesibile din Drumul Alpin Grossglockner (Großglockner-Hochalpenstrasse). Refugiul Hofmannshütte, situat la o altitudine de 2.444 m, la care se putea ajunge după o scurtă ascensiune de la Franz-Josefs-Höhe, a fost închis în 2005 din cauza stadiului avansat de degradare și a fost demolat în septembrie 2016, situl fiind ulterior renaturat.
La altitudinea de 3.205 m, la nord de vârful Grossglockner, pe marginea nordică a Glocknerkees, se află bivuacul Glockner, în formă de poliedru pe piloni, inaugurat în anul 2020 și care servește drept bază pentru ascensiuni ale crestelor orientate spre nord către Glocknerkamm. Clădirea anterioară, care fusese construită în 1958, avea formă de tunel

### Traseul normal (cel mai frecvent utilizat)

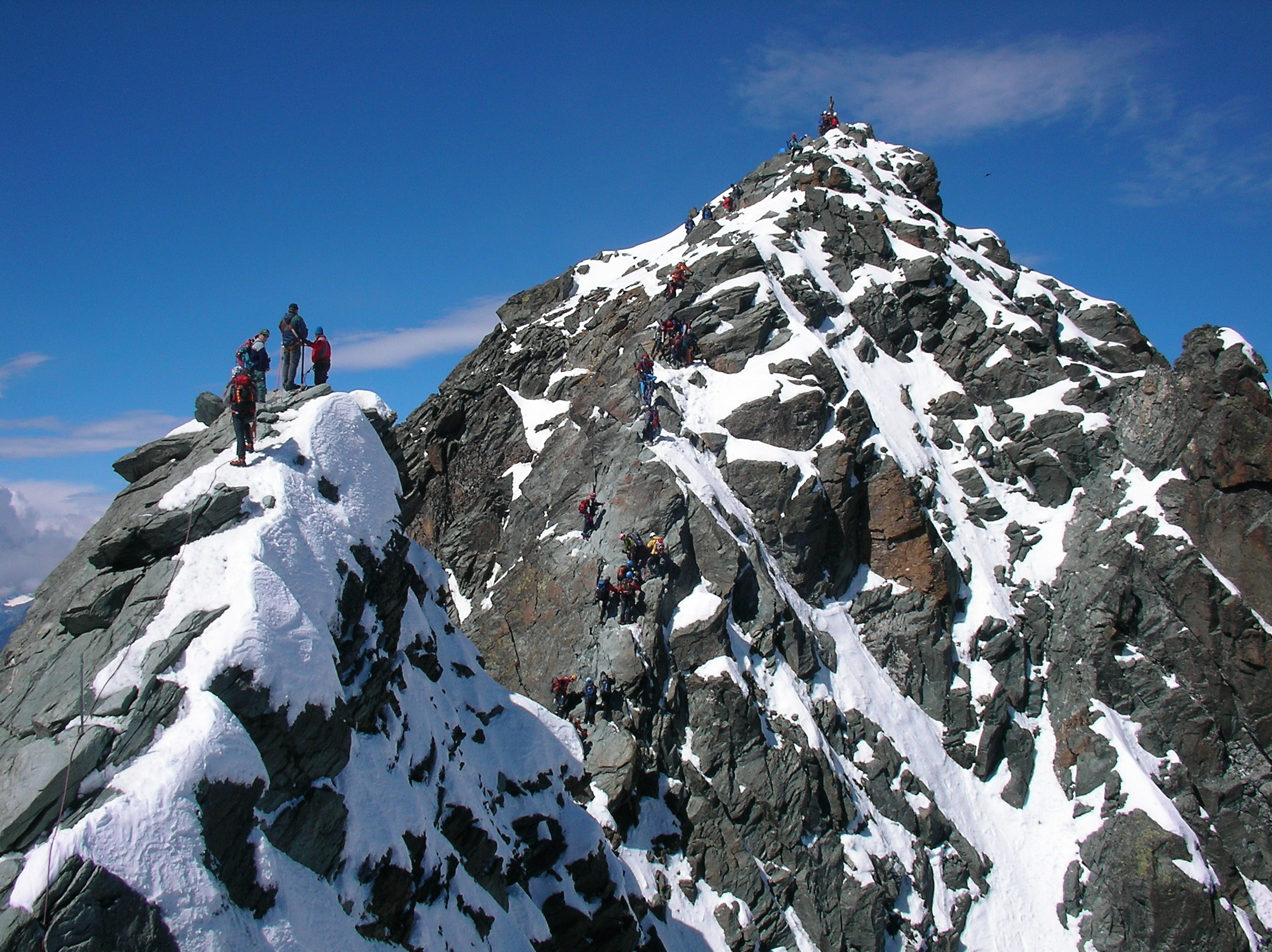
Vârfurile Kleinglockner și Grossglockner, unite de Obere Glocknerscharte

Dintre numeroasele trasee către vârf, doar traseul normal din prezent, traseul pe care l-au folosit primii alpiniști în 1800, este considerat relativ ușor, cu un grad de dificultate II conform Uniunii Internaționale a Asociațiilor de Alpinism (UIAA):89.
Punctul de plecare al acestui traseu este cota Adlersruhe (pe care se află astăzi refugiul montan Erzherzog-Johann-Hütte) de pe creasta de sud-est a vârfului Kleinglockner. Se poate ajunge la Stüdlhütte spre sud prin Ködnitzkees, de la Kaiser-Franz-Josefs-Höhe spre est prin Hofmannskees sau de la Salmhütte spre sud-est prin Hohenwartkees și Hohenwartscharte. De la Adlersruhe, ruta trece pe lângă așa-numita „gară” (Bahnhof) peste Glocknerleitl (din cauza fenomenului de aerare ruta este prevăzută cu corzi fixate la partea superioară), ascensiunea pe creasta estică a Kleinlockner având loc aproape fără contact cu stânca, aceasta fiind în mare parte acoperită de zăpadă și gheață, până chiar sub vârful Kleinlockner. Ultima secțiune a traseului către Kleinlockner este echipată cu tije din oțel. Următoarea coborâre până la Obere Glocknerscharte este asigurată cu cablu metalic, iar această secțiune de opt metri lungime și doar jumătate de metru lățime, care este expusă pe ambele părți, este considerată o porțiune dificilă a traseului normal, unde apar frecvent probleme, atât la urcare cât și la coborâre și se pot produce ambuteiaje, cu timpi mari de asteptare. Cu grad de dificultate II (UIAA), ultimii 30 de metri până la vârf sunt considerați cea mai dificilă secțiune și punctul cheie al traseului normal:280.

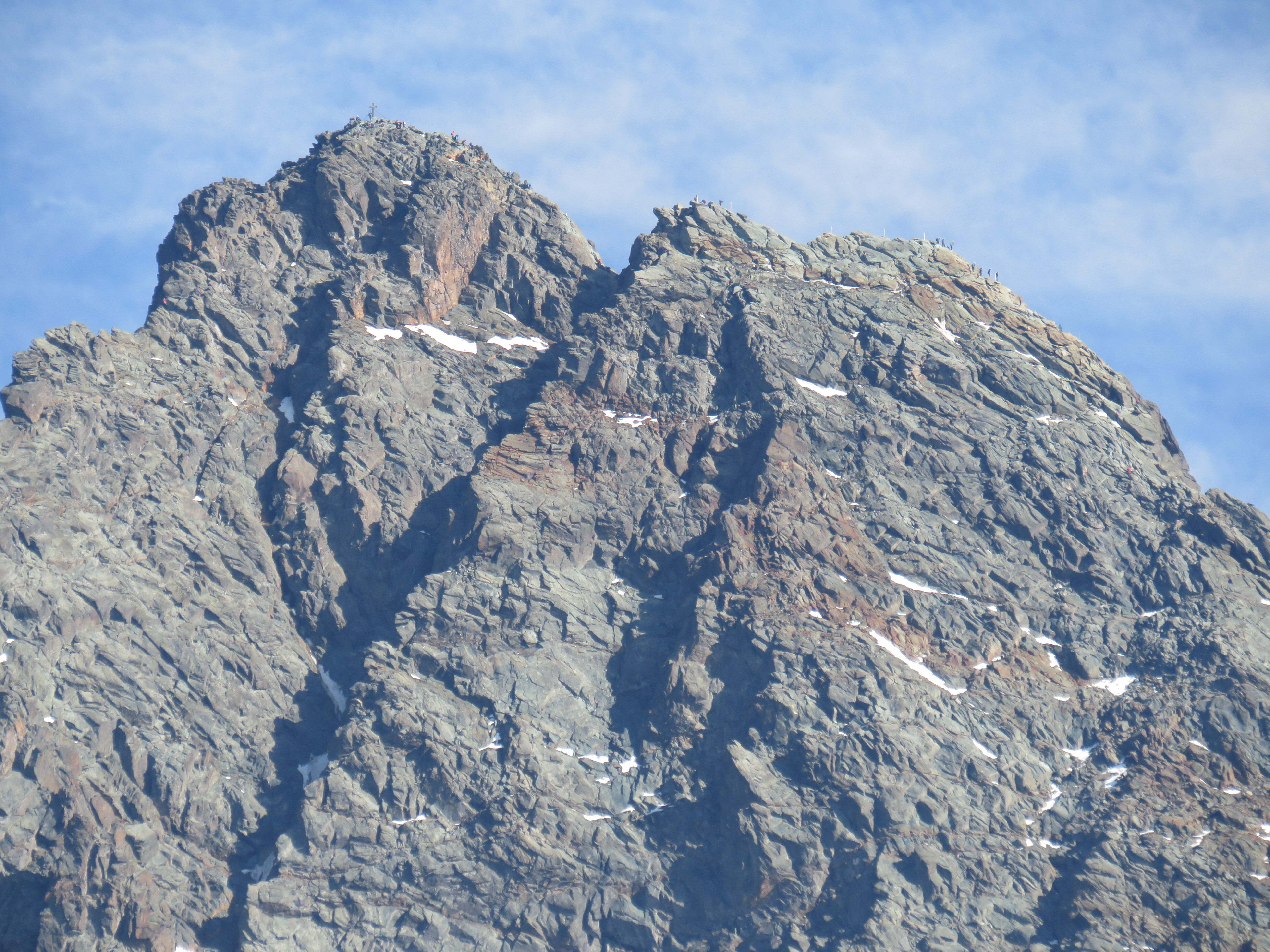
Structura vârfului Grossglockner văzută dinspre sud: Stüdlgrat, Grossglockner, Obere Glocknerscharte, Kleinlockner, Glocknerleitl (de la stânga la dreapta)

Spre sfârșitul verii, în special în zona Glocknerleitl, din cauza amplificării fenomenului de eroziune și a creșterii semnificative asociate a riscului de cădere a pietrelor, precum și din cauza creșterii dificultății parcurgerii traseului normal (deoarece gheața se transformă în firn, iar zonele neacoperite de gheață sau zăpadă devin din ce în ce mai mari, unele dintre ele eliberând rocă slăbită), în vara anului 2020 au început lucrările de amenajare a unui traseu alternativ parțial asigurat, pe creasta de sud-est. Odată finalizată, această alternativă la ruta normală clasică între așa-numita „gară” (Bahnhof) și Sattele va permite o ascensiune fără gheață pe timpul verii de la Adlersruhe la Kleinglockner cu grad de dificultate III (UIAA), protecția fiind asigurată prin folosirea unor bare metalice.

### Alte trasee
Roca cristalină dură, care este responsabilă pentru înălțimea vârfului Grossglockner, este potrivită pentru alpinism datorită rezistenței sale:33. Cel mai popular traseu de cățărare pe stâncă de pe muntele Glockner este Stüdlgrat (cresta de sud-vest) cu un grad de dificultate III+ pe scara UIAA. Unele zone dificile sunt asigurate prin utilizarea unor știfturi sau cleme din oțel:280–290. Alte trasee de alpinism importante sunt pe creasta de nord-vest (grad de dificultate III) și creasta de sud (grad de dificultate IV+).
Un cunoscut traseu de escaladă pe gheață este Pallavicinirinne cu o înclinație de 55°, care este din ce în ce mai expus riscului căderilor de pietre din cauza dezghețării permafrostului, alte trasee importante fiind Mayerlrampe (70°), Berglerrinne (50°) și Nordostwand-Eisnase (90°), pe versantul nord-estic, peste cornișă. Rute combinate importante sunt Nordostgrat (creasta de nord-est, IV, 45°, gheață), Nordwand (versantul nordic, IV+, 55°), Südwand (versantul sudic, IV, 45°), Westwand (versantul vestic, IV+, 45°) și Schneiderrinne (III, 60°):282–294.

### Hărți și ghiduri
- „Blatt Nr. 40 Glocknergruppe” [Harta 40 Grupul montan Glockner]. Alpenvereinskarte 1:25.000 [Harta clubului alpin 1:25.000]. Innsbruck: Österreichischer Alpenverein. OCLC 719004910.
- „Blatt Nr. 153 Großglockner” [Harta 153 Grossglockner]. Grossglockner: Österreichische karte, 1:50 000 [Grossglockner: Harta Austriei 1:50.000]. Viena: Bundesamt für Eich- und Vermessungswesen. 1995. OCLC 1333720996.
- End, Willi (2011). „Glocknergruppe” [Grupul montan Glockner].  În Deutscher Alpenverein, Österreichischer Alpenverein, Alpenverein Südtirol. Glockner- und Granatspitzgruppe ein Führer für Täler, Hütten und Berge [Grupurile montane Glockner și Granatspitz - ghid pentru văi, cabane și munți] (ed. 11). München: Bergverlag Rother. ISBN 9783763312665.